# Jacob le Maire

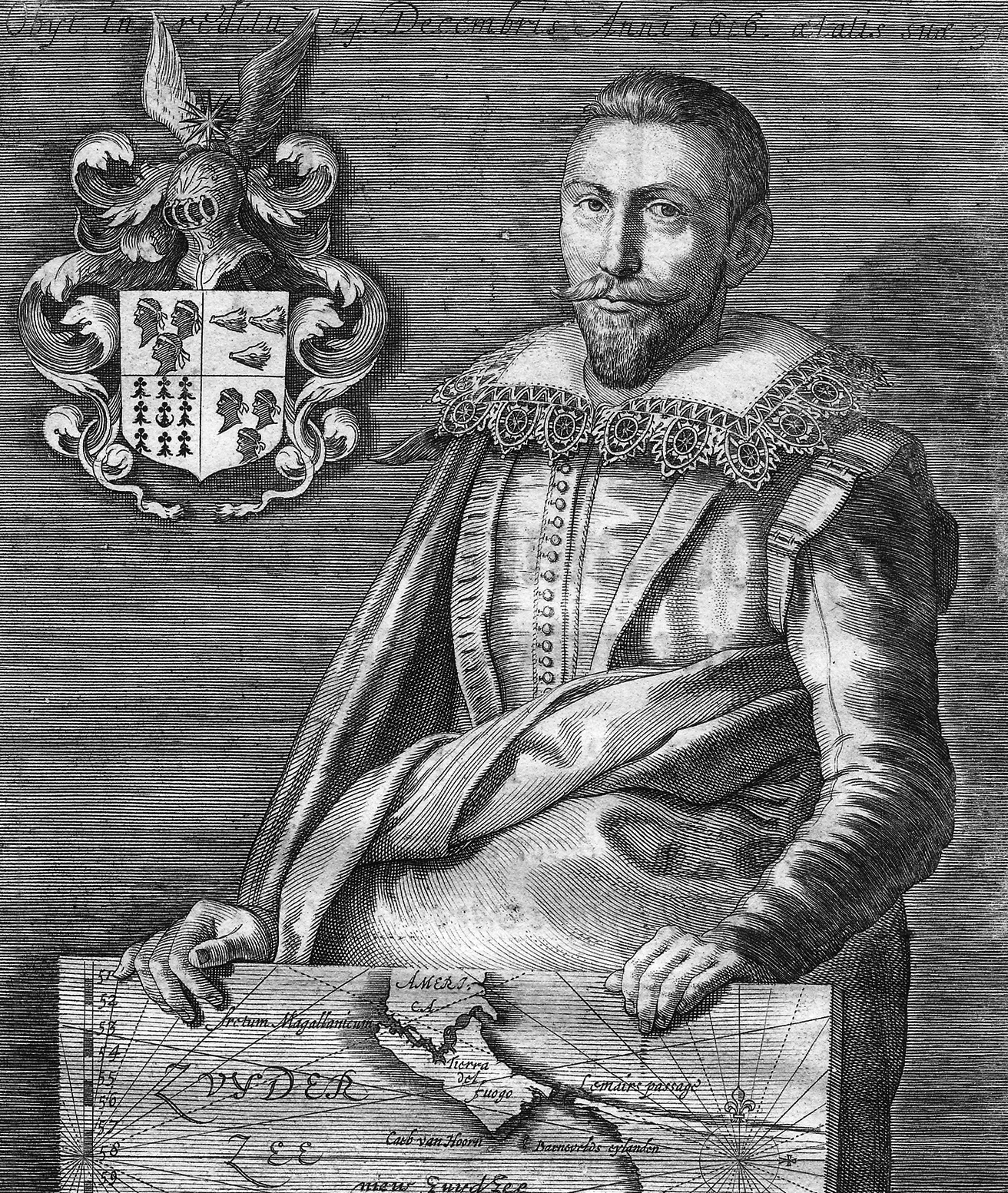
Jacob le Maire

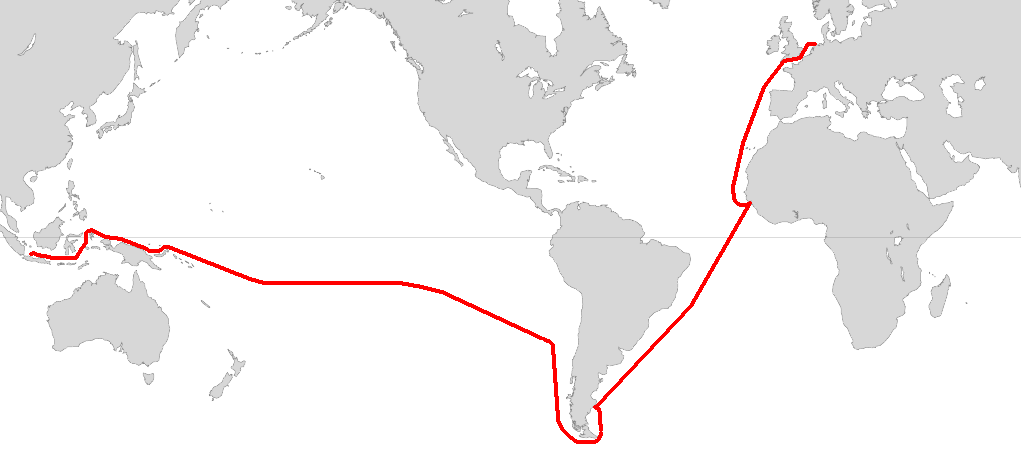
De reis van Le Maire en Schouten via Kaap Hoorn naar Indië (1615-1616)

Jacob (of Jacques) le Maire of Lemaire (Antwerpen of Amsterdam, circa 1585 – op zee, 31 december 1616) was een Nederlands ontdekkingsreiziger. Zijn vader, Isaac le Maire, later een van de oprichters van de Vereenigde Oostindische Compagnie (VOC), vluchtte als protestant in 1581 van Doornik naar Antwerpen en trouwde er in 1585 met Maria Jacobsdr. Walraven. Ten gevolge van de Val van Antwerpen in datzelfde jaar verhuisden zij naar Amsterdam. Rond die tijd werd hun eerste kind, Jacob, geboren, maar waar precies is onduidelijk. Hij is de geschiedenis ingegaan als ontdekker van Kaap Hoorn. Verder werd de Straat Le Maire naar hem vernoemd. Behalve die ontdekkingsreis is van hem alleen bekend dat onder zijn commando in 1610 een schip van zijn vader voor handel naar de omgeving van Kaap de Goede Hoop voer.

## Inleiding
In de Republiek der Zeven Verenigde Nederlanden had de VOC het monopolie op de handel in specerijen uit Indië via routes langs Kaap de Goede Hoop en door Straat Magellaan. De koopman Isaac le Maire, die woonachtig was in Egmond en tevens de vader van Jacob was, zocht daarom naar een alternatieve doorgang naar de handelsgebieden in het Oosten. Hij stichtte hiervoor de Australische Compagnie, die ook bekend stond als de Zuidelijke Compagnie. Het voornaamste doel van deze compagnie was het vinden van een westelijke route naar de Molukken, het drijven van handel in de Grote Oceaan en het verkennen van het veronderstelde Onbekende Zuidland.
Isaac le Maire rustte twee schepen uit, de Eendracht en de Hoorn, die op 14 juni 1615 vanaf Texel vertrokken. Zijn zoon Jacob was commandeur van de missie, en Willem Cornelisz Schouten was schipper op de Eendracht. Via Sierra Leone bereikten zij in december Porto Desire aan de kust van Patagonië in Argentinië, waar de Hoorn tijdens onderhoud op 19 december door brand verloren ging. Op 13 januari 1616 vertrok de Eendracht, en op 24 januari ontdekten zij een doortocht tussen Vuurland en Stateneiland. Deze doortocht staat nu bekend als de Straat Le Maire. Opmerkelijk snel, in slechts vijf dagen, wisten zij Kaap Hoorn (die ze vernoemden naar hun thuishaven) te omzeilen.
In de Grote Oceaan ontdekten zij een groep eilanden die zij de Hoornse Eilanden noemden, een naam die later door cartografen werd overgenomen; de huidige naam is Îles Horn. Jacob le Maire stelde een woordenlijst op van het Niuatoputapu, een nu uitgestorven taal op de Tonga-eilanden.
Bij aankomst in Jacatra op 2 november 1616 werden het schip en de goederen in beslag genomen, omdat Jan Pieterszoon Coen, de toenmalige tweede man na de Gouverneur-Generaal en een fervent verdediger van het VOC-monopolie, niet geloofde dat Schouten en Le Maire een andere route dan de Straat Magellaan hadden ontdekt; ze moesten dus het VOC-octrooi hebben geschonden. Ze werden naar Nederland teruggestuurd, maar Le Maire overleed tijdens de reis op 31 december 1616. Eerherstel vond pas zes jaar later plaats.
Er zijn verschillende gedrukte versies van het reisverslag van de ontdekkingstocht onder leiding van Jacob Lemaire. Het eerste werd geschreven met Willem Cornelisz Schouten in de hoofdrol. Dit werd in 1618 gepubliceerd, maar vanwege het conflict tussen de VOC en Isaac le Maire bleef de rol van Jacob le Maire onderbelicht. Dit reisverslag werd later bewerkt door Joris van Spilbergen, waardoor de rol van Le Maire duidelijker naar voren kwam. Hij voegde deze bewerking toe aan het verslag van zijn eigen wereldreis. In 1622 werd uiteindelijk postuum een gedetailleerd reisverslag van Jacob le Maire zelf gepubliceerd, getiteld Spieghel der Australische Navigatie door den Wijtvermaerden ende Cloeckmoedighen Zee-heldt Jacob Le Maire.

## Spieghel der Australische Navigatie door den Wijtvermaerden ende Cloeckmoedighen Zee-heldt Jacob Le Maire.(Een samenvatting)

### Voorbereiding voor de reis
1615
Omdat de Staten Generaal van de Verenigde Nederlanden de VOC het Nederlandse alleenrecht hadden verleend op reizen naar Indië via Kaap de Goede Hoop en de Straat van Magellaan, overwoog de koopman Isaac le Maire in 1615 om een zoektocht te organiseren naar een nieuwe doorgang van de Atlantische naar de Stille Oceaan ten zuiden van de Straat van Magellaan. Daartoe nam hij de ervaren schipper Willem Cornelisz Schouten in dienst, die al driemaal naar Indië was gezeild in de functies van schipper, stuurman en koopman. Isaac le Maire en Willem Cornelisz Schouten zouden elk de helft van de fondsen voor deze reis werven. Enkele vooraanstaande inwoners van de stad Hoorn investeerden in dit project, waaronder Pieter Clementsz Brouwer, oud-burgemeester van Hoorn, Jan Jansz Molenwerf, schepen, Jan Clementsz Kies, stadssecretaris, en Cornelis Segertsz, een koopman.

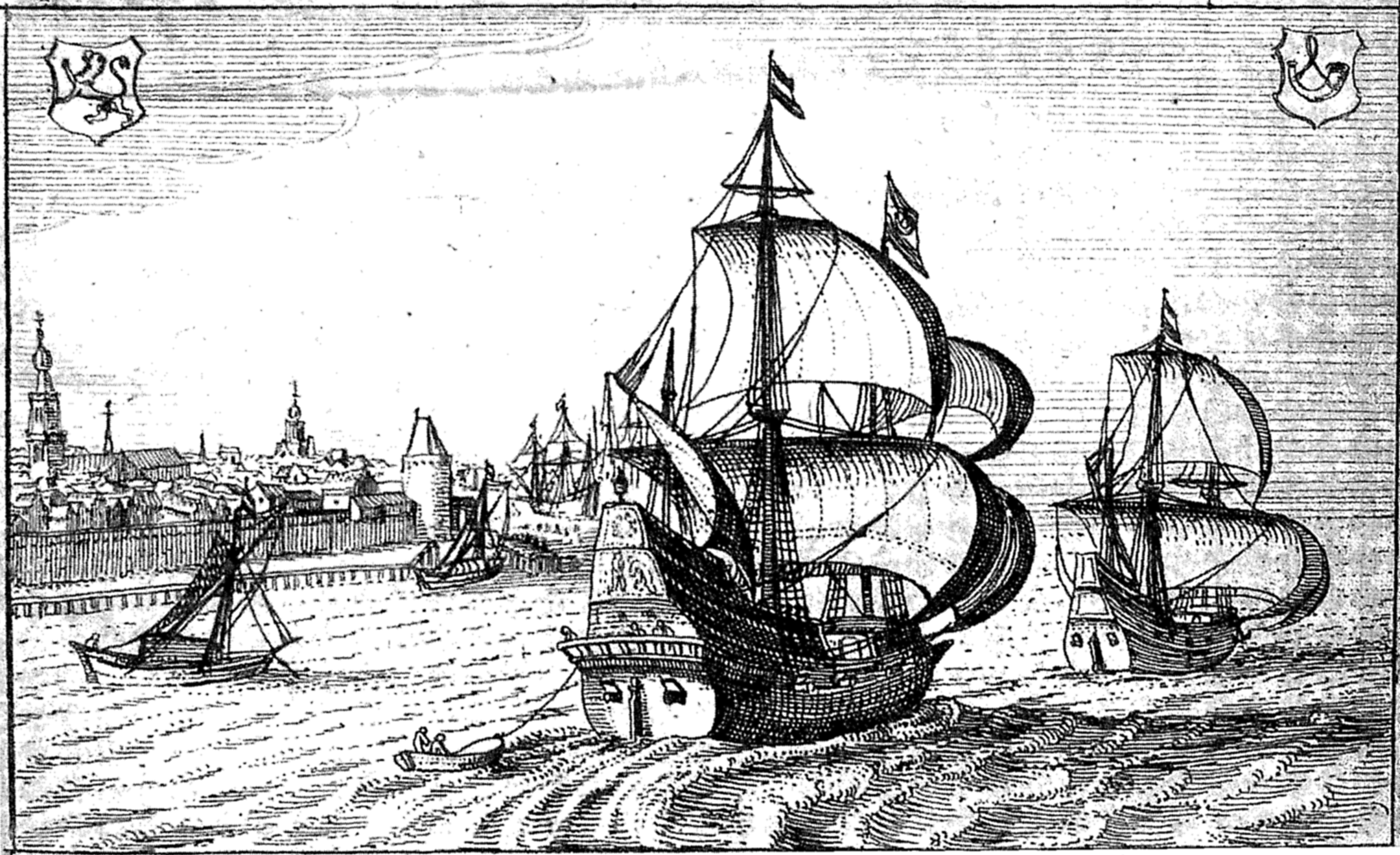
Het vertrek van de Eendracht en de Hoorn uit Hoorn. In tegenstelling tot deze prent zat er tussen het vertrek van de Eendracht en de Hoorn 8 dagen verschil

De reis werd volledig in het geheim voorbereid, omdat de VOC mogelijk zou ingrijpen als het doel bekend zou worden. De bemanning werd daarom aangenomen onder de voorwaarde dat ze zouden varen naar waar de schipper en koopman beliefden. Er werden twee schepen uitgerust: de Eendracht, een groot schip van 225 ton met 65 bemanningsleden, 19 kanonnen en 12 stuks kleingeschut, en de Hoorn, een kleiner jacht van 69 ton met 22 bemanningsleden, 8 kanonnen en 4 stuks klein geschut. De schipper van de Eendracht was Willem Cornelisz Schouten, en Jacob le Maire vervulde de functie van commandeur en opperkoopman. Op het jacht de Hoorn was de broer van Willem, Jan Cornelisz Schouten de schipper en Aris Claesz de koopman. Ook Jacobs broer Daniel le Maire nam deel aan de reis.
De Eendracht vertrok op 25 mei uit Hoorn naar Texel, gevolgd door de Hoorn op 3 juni.

### Het vertrek van Texel
Op 14 juni 1615 vertrokken de Hoorn en de Eendracht van Texel. De bemanning was echter nog niet compleet, en daarom werd op 17 juni Doever aangedaan, waar een kanonnier werd aangenomen, en op 27 juni Pleymuyden, waar een timmerman uit Medemblik werd gerekruteerd. Via Madeira en de Canarische Eilanden zeilden de twee schepen naar de Kaap Verde. Ondanks het overlijden van de ondertimmerman van de Hoorn op 8 juli en het verlies van een sloep van de Eendracht op 16 juli tijdens zwaar weer, verliep de reis voorspoedig.

### Verversing in Kaap Verde en Sierra Leone

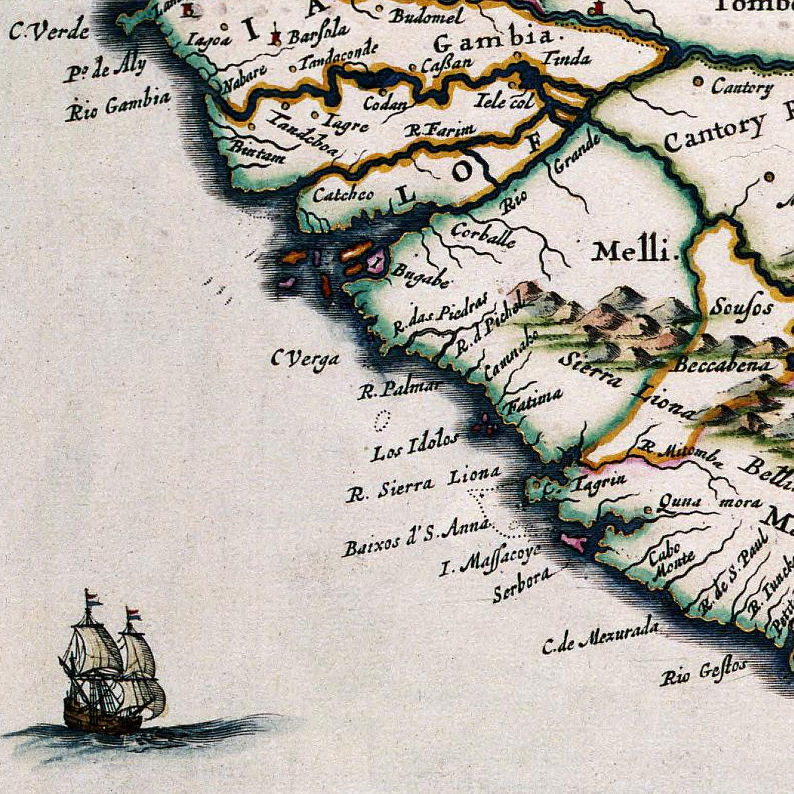
Sierra Leone met de Baixos de St Anna. Links boven Kaap Verde. (fragment van een kaart van Johannes Blaeu uit 1662)

Op 23 juli bereikte de vloot Kaap Verde. Tegen betaling van acht staven ijzer aan de gouverneur kreeg de bemanning toestemming om water te halen. Het was echter een tamelijk arm gebied; er waren geen limoenen beschikbaar, maar de bemanning ving wel voldoende vis. Op 30 juli ging Le Maire opnieuw aan land. Hij kocht een geit en kreeg van de gouverneur een klein stiertje.
Op 1 augustus 1615 zetten de twee schepen koers naar de kust van Brazilië, maar door ongunstige windomstandigheden maakten ze weinig voortgang. Omdat scheurbuik begon op te treden, besloot met op 19 augustus de koers te verleggen naar Sierra Leone om te bevoorraden. De schepen bereikten de Baixos de St Anna voor de kust van Sierra Leone. Op 23 augustus gingen Jacob le Maire en beide bootsmannen aan land. Ze troffen een onbewoonde kust aan waar ze geen zoet water of fruit konden vinden. De volgende dagen gingen meer bemanningsleden aan land en vonden enkele limoenbomen en palmita's, evenals wat water.
Een week later besloot men de schepen noordwaarts langs de kust te verplaatsen en ze belandden zo in de monding van de rivier Sierra Leone. Onderhandelingen met de lokale bevolking over het bevoorraden resulteerden in de eis dat twee bemanningsleden vrijwillig als gijzelaars zouden dienen. Hier vond men wel voldoende water en limoenen. Op 2 september werd de Hoorn op het strand gezet om hem schoon te maken. Twee dagen later vertrokken de twee schepen naar Zuid-Amerika, maar door tegenwind, stroming en slecht weer boekten ze weinig vooruitgang. Op 19 september besloot men terug te keren naar Sierra Leone, maar een dag later veranderde de windrichting en zetten ze toch koers naar het zuidwesten, bijna twee maanden na aankomst aan de Afrikaanse kust.

### Oversteek van de Atlantische Oceaan

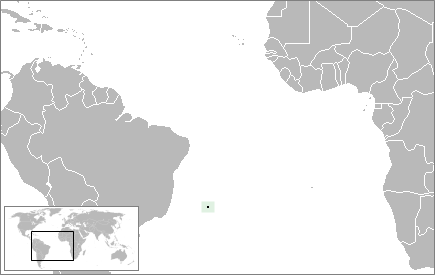
Trindade en Martim Vaz

Op 5 oktober bereikte men de positie 4°28'N, ergens tussen Sierra Leone en de Braziliaanse kust. Die middag werd iedereen opgeschrikt door een hevige klap. Sommigen in het vooronder dachten zelfs dat ze op een klip gestoten waren. De zee kleurde rood van bloed. Men wist niet goed wat ervan te denken, maar later in Porto Desire zou blijken dat het schip in aanvaring was gekomen met een 'zeemonster'. Een slagtand, zo dik als die van een olifant, stak 7 voet onder water een halve voet diep in het hout.
De reis werd voortgezet, en op 20 oktober passeerde men 's nachts de evenaar. Op 25 oktober werd de bemanning van de Eendracht ingelicht over het doel van de reis, namelijk het vinden van een nieuwe doorgang ten zuiden van de Straat van Magellaan om Terra Australis in de Stille Oceaan te verkennen, waar mogelijk grote rijkdommen te vinden waren. De bemanning reageerde enthousiast op dit reisdoel. Twee dagen later werd ook de bemanning van de Hoorn geïnformeerd.
Op 3 november kreeg men zicht op Ascención, een van de Martin Vazeilanden. De Zuid-Amerikaanse kust was nu nog slechts 1100 km verwijderd.

### Het verblijf in Porto Desire

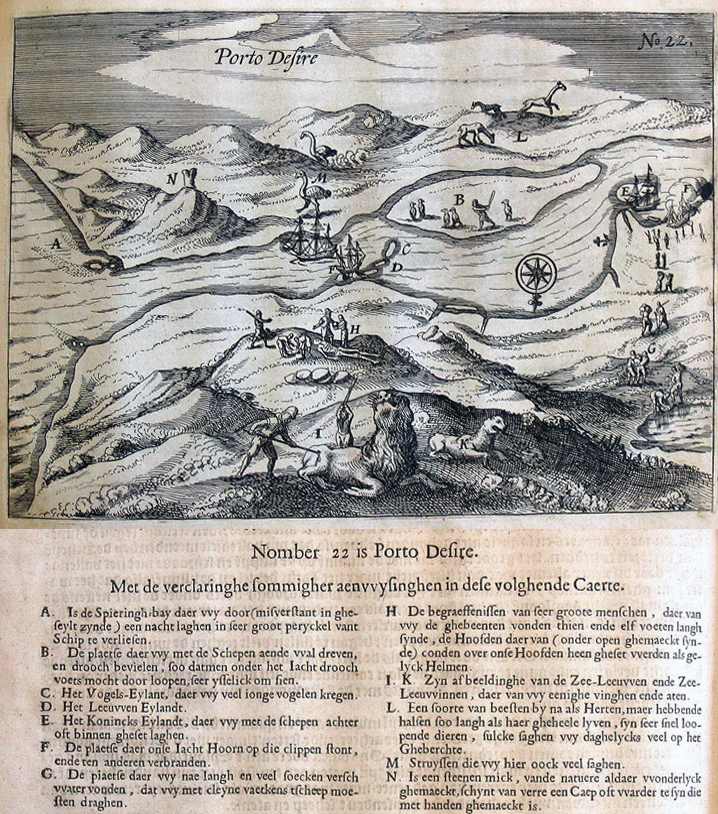
Porto Desire

Eind november zagen ze steeds meer vogels en zeewier, een teken dat ze de Zuid-Amerikaanse kust naderden. Op 6 december bleek dat ze recht voor Porto Desire waren uitgekomen. Porto Desire is een onbewoonde, natuurlijke haven, eerder beschreven door Olivier van Noort. Van Noort had gedetailleerd aangegeven welke klippen vermeden moesten worden om de monding van de rivier te bereiken. Vanwege het hoge tij vergisten Schouten en Le Maire zich echter en zeilden ze een baai ten zuiden van de riviermond in. Bij eb raakte de Eendracht vast, maar gelukkig waren de windomstandigheden gunstig en liep het schip geen schade op. Ze noemden deze baai de Spieringbaai, vanwege de overvloedige vangst van spiering.
De volgende dag kon men de inham verlaten en de rivier opzeilen. Na bijna een mijl wierpen ze het anker uit, maar de bodem was steenachtig en de ankers kregen geen grip. De Eendracht raakte aan de grond en het jacht Hoorn liep bij laag water zelfs volledig vast. Gelukkig schoot de Eendracht los en zakte tegen de Hoorn aan, wat voorkwam dat het schip zou kantelen. Het anker werd gebruikt om de Eendracht los te trekken. Toen het vloed werd, kwam ook de Hoorn weer los.
De volgende dag voeren ze verder stroomopwaarts tot aan Koningseiland, zoals Olivier van Noort het had genoemd. De Hoorn meerde in een natuurlijke haven achter het eiland af, maar de Eendracht kon zich er niet bijvoegen. Jacob le Maire inspecteerde het eiland in de hoop brieven of andere aanwijzingen van Joris van Spilbergen te vinden, maar vond slechts de ra van een bezaan. Koningseiland was bezaaid met meeuwennesten en ze verzamelden overvloedig eieren. Le Maire stuurde een sloep langs de noordoever om water te vinden, maar ze troffen alleen brak water aan. Op Vogeleiland, waar ze vogels en eieren verzamelden, vonden ze ook potscherven die waarschijnlijk afkomstig waren van Nederlandse schepen. 's Avonds ontstond er brand op Koningseiland door een ongeluk met het vuur dat was gemaakt. De rook was zo dicht dat ze vreesden dat de Patagones dit zouden opmerken.
Op 11 december werd de zoektocht naar water op de zuidoever voortgezet, zonder resultaat. Ze zagen echter herten met lange nekken en struisvogels rondlopen. Ze ontdekten ook heuvels die bij nadere inspectie graven bleken te zijn, met botten van tien tot elf voet (ongeveer drie meter) lang. In de omgeving vonden ze echter weinig tekenen van menselijk leven, afgezien van af en toe wat rook achter de heuvels. Voortdurend werden bemanningsleden het land op gestuurd om water te zoeken, maar dat bleef vruchteloos. Vis, gevogelte en eieren waren er in overvloed, maar het water was brak.

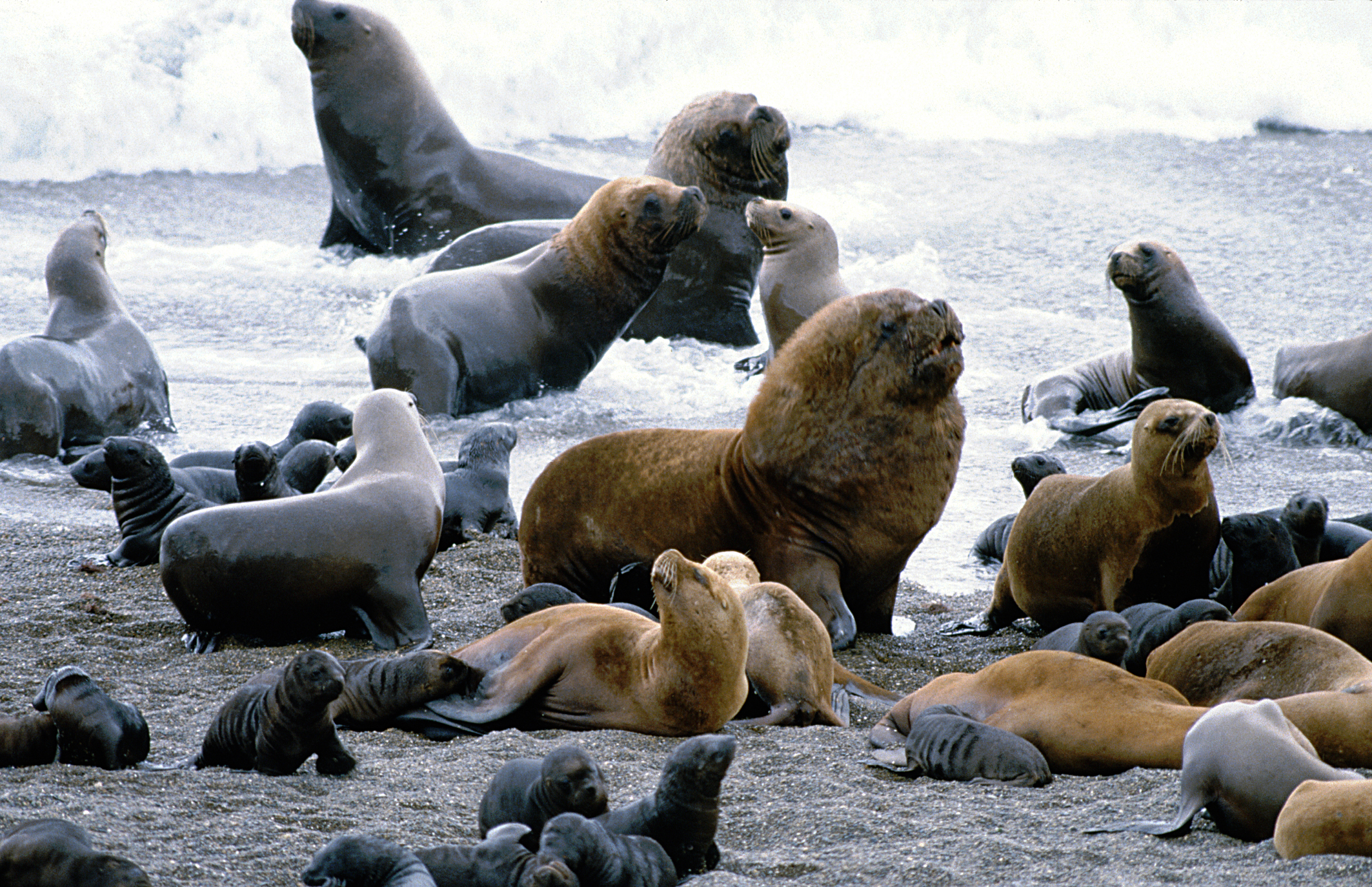
Kolonie Patagonische zeeleeuwen

Af en toe werd een zeeleeuw gedood, die best bleken te smaken. Men omschreef ze als beesten die zo groot waren als een jong paard, en de kop en manen van een leeuw hadden. Ze waren heel sterk, en men kon ze slechts met moeite doodslaan.
Op 15 december groeven de mannen een geul in een heuvel om regenwater naar een kuil te leiden, maar toen ze de volgende dag water wilden verzamelen, bleek het toch weer brak te zijn.
Bij vloed werden de Eendracht en de Hoorn achter Koningseiland op het strand gezet om de romp schoon te maken. Op 19 december trof hen echter een tragedie: het vuur dat was gemaakt om de romp van de Hoorn schoon te branden, sloeg over naar het want. Ze konden alleen maar toekijken hoe het schip in vlammen opging. 's Nachts ontplofte het buskruit, en pas op de 20e konden ze met de vloed het laatste vuur doven. Het schip was echter grotendeels verwoest. In de dagen daarna sloopten ze het schip en brachten waardevolle materialen zoals hout, ijzerwerk, kanonnen, ankers, lood en tin over naar de Eendracht. Het zilvergeld werd na lang zoeken teruggevonden. Het grootste deel was gesmolten en door de explosie van het buskruit in het water terechtgekomen, waar het alleen bij eb zichtbaar werd.
Op 25 december vonden ze eindelijk drinkbaar water in enkele poelen dieper landinwaarts. Ze vulden met kleine vaten het drinkwater aan. De proviand bleef hetzelfde: dagelijks verzamelden ze eieren en vingen ze vogels en vissen.
1616
Op 2 januari deed zich een incident voor: Jacob le Maire had zijn resolutie opgesteld, maar hij vernam van Aris Claessoon dat Willem Cornelisz Schouten die zonder opgaaf van reden weigerde te tekenen. Drie dagen later verklaarde Schouten aan tafel, tot ongenoegen van Le Maire, dat hij de ontdekkingsreis naar Terra Australis niet wilde voortzetten, maar liever naar Oost-Indië wilde varen.
Op 7 januari plaatste Le Maire een paal op Koningseiland met een metalen plaatje en een blikje waarin een brief was opgeborgen met hun ervaringen in Porto Desire.
Twee dagen later was de watervoorraad eindelijk aangevuld, en op 13 januari, met gunstige wind, zetten ze opnieuw koers naar de zuidpunt van Zuid-Amerika.

### Ronding van Kaap Hoorn
Vijf dagen na het vertrek uit Porto Desire werden de Sebaldseilanden waargenomen. Men liet de eilanden links liggen, en op 20 januari werd de eerste mijlpaal van de reis bereikt: men bevond zich op 53° zuiderbreedte, verder zuidelijk dan de monding van de Straat van Magellaan.
Op 24 januari 's morgens werd voorwaarts besneeuwd land waargenomen. Tot teleurstelling van Le Maire leek het erop dat dit landmassief geen doorgang bood. Na enige tijd langs de kust te hebben gezeild, ontdekten ze echter op 55° een doorgang met een sterke stroming..
Op 25 januari voeren ze de straat binnen en gaven het land aan de westzijde de naam Mauritius de Nassau en aan de oostzijde Statenland. De stroming in de straat was zo krachtig dat zelfs met topzeilen nauwelijks vooruitgang kon worden geboekt. In de straat bevonden zich zoveel walvissen dat er op gelet moest worden er niet mee in aanvaring te komen.
's Middags bevonden ze zich op de breedte van 55°36', en 's avonds constateerden ze zeer blauw water, wat de conclusie rechtvaardigde dat ze zich nu in de Zuidzee bevonden. Dit suggereerde dat ze een tot dan toe onbekende doorgang hadden ontdekt.

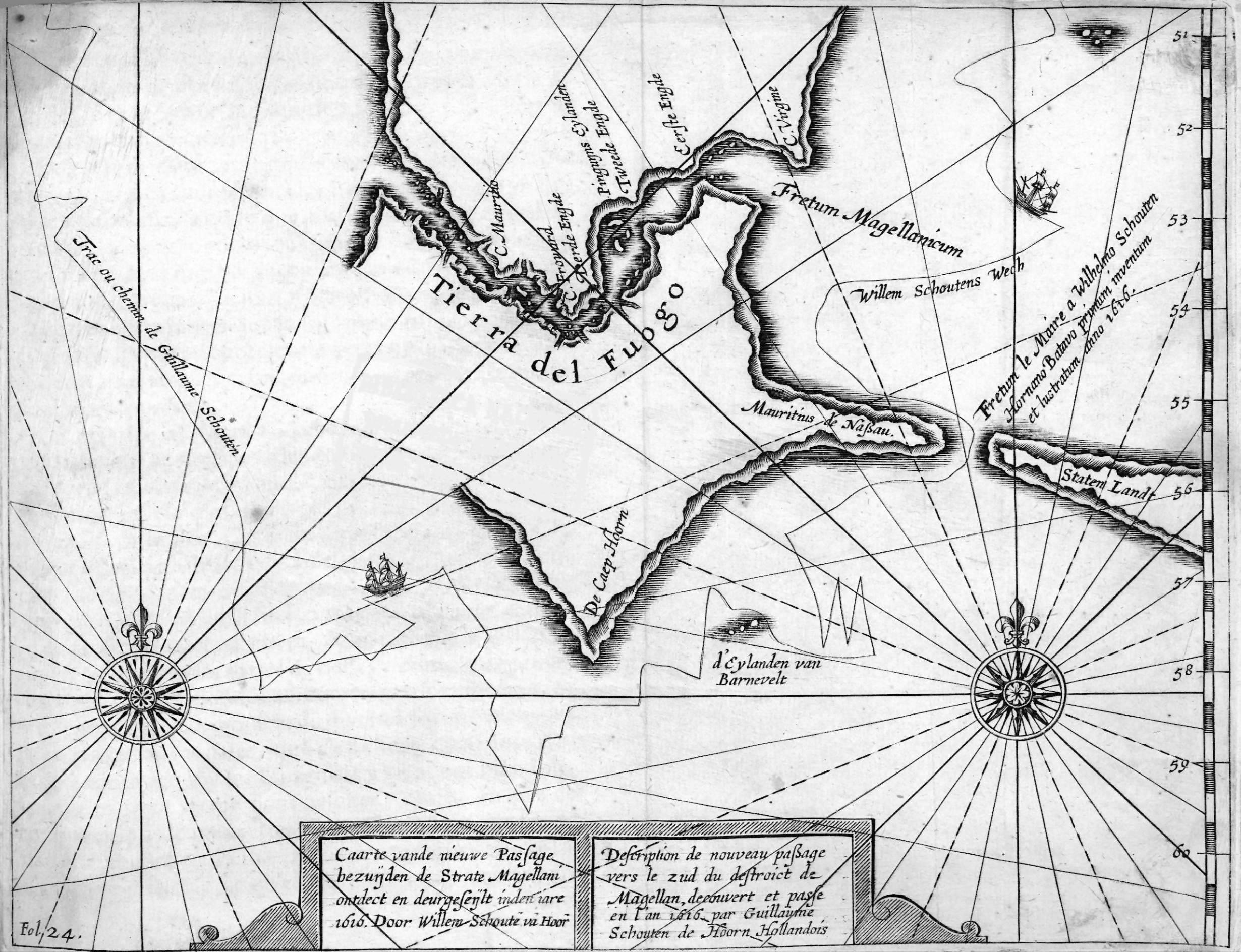
Ronding van Kaap Hoorn

Het weer was bij tijd en wijle slecht. Op 26 januari (57°) bevond de expeditie zich gedurende een volledige dag in een hevige westerstorm. Op 27 januari (56°51') was het weer koud met aanhoudende regen- en hagelbuien, vergezeld van opnieuw een westelijke tot zuidwestelijke wind. Op 28 januari (56°48') draaide de wind van west naar noordoost.
Op 29 januari stond er een zuidoostenwind en ontdekte de bemanning twee kleine eilanden op 57°, die de naam Barnevelts Eilanden kregen. Tegen de avond, bij helder weer, werd land met besneeuwde bergen waargenomen, waarvan werd aangenomen dat dit het einde was van het vasteland ten zuiden van de Straat van Magellaan. Ter ere van hun thuishaven Hoorn werd dit landpunt Capo de Hoorn genoemd.
Op 30 januari (57°34') was het zeewater opvallend blauw, en de krachtige stroming versterkte hun overtuiging dat ze zich nu op de Zuidzee bevonden. Op 31 januari was er geen land meer in zicht, en men concludeerde dat de zuidpunt van Zuid-Amerika was gepasseerd. Het diepblauwe water bevestigde hun vermoeden dat de Stille Oceaan zich voor hen uitstrekte. Het weer bleef ongunstig, met veel regen- en hagelbuien en variabele windrichtingen. Op 11 februari veranderde de Eendracht haar koers naar het noordnoordwesten, en onder stormachtige omstandigheden begon de reis noordwaarts. Op 12 februari kregen de bemanningsleden een dubbel rantsoen om te vieren dat ze op dat moment de westkant van de Straat van Magellaan passeerden. Op diezelfde dag werd besloten om de doorgang tussen Statenland en Mauritius de Nassau om te dopen tot de Straat Le Maire, ter ere van Jacob le Maire. Op 28 februari werd besloten om de Juan Fernandez-eilanden aan te doen om de voedselvoorraad aan te vullen. Tot 1 maart bleef men de noordelijke koers volgen.

### De Juan Fernándezeilanden

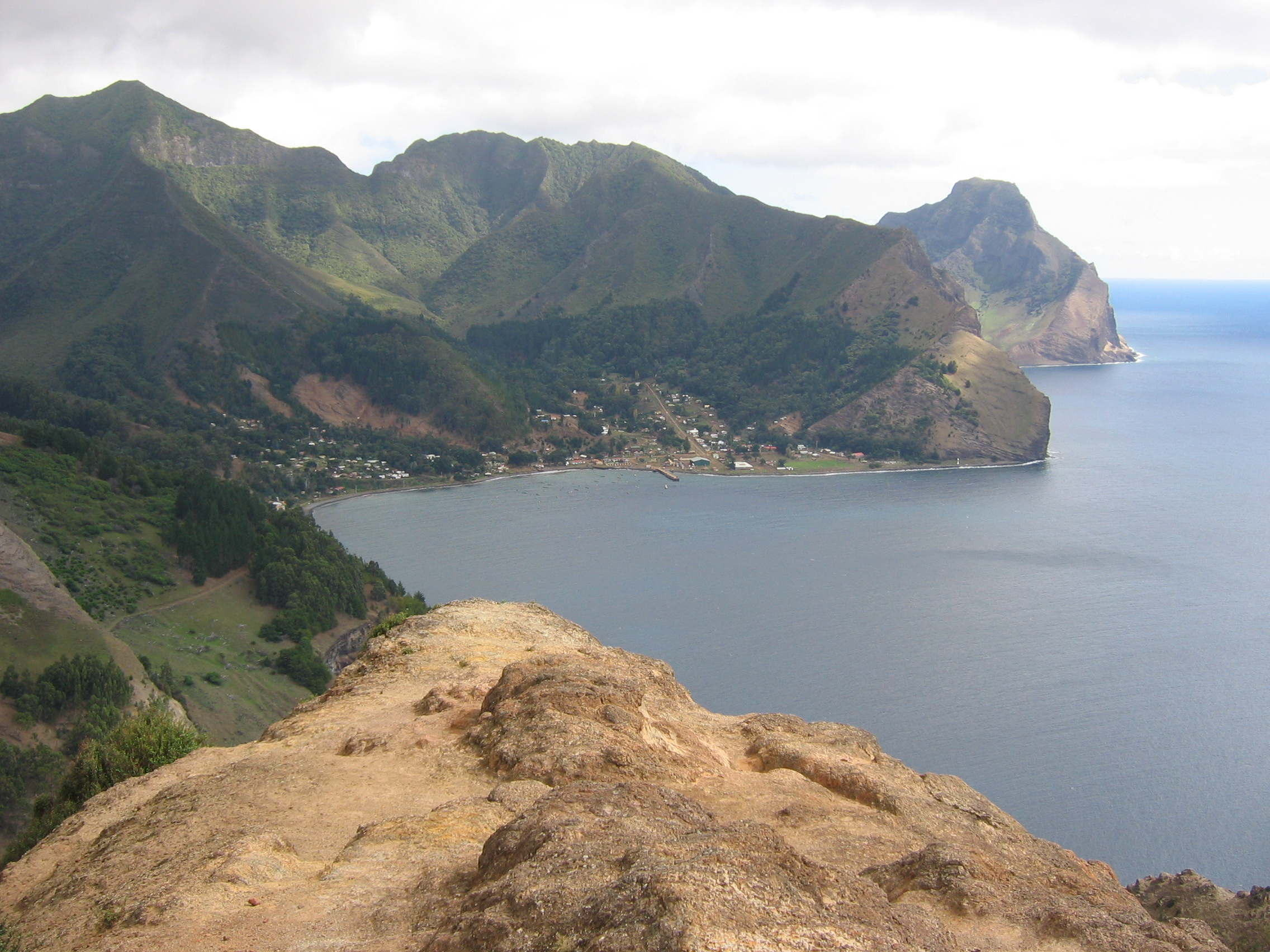
Het oostelijke eiland

Op 1 maart werden 's morgens op een breedte van 33°45' de eilanden van Juan Fernández waargenomen. Deze archipel bestaat uit twee eilanden. Het kleinere eiland in het westen is dor en onbewoonbaar. Het grotere eiland is vruchtbaar, bedekt met bomen en herbergt voldoende klein wild. Aan de kust kan goed worden gevist – soms kwamen de Spanjaarden uit Peru hier om hun schepen met vis te vullen. De Hollanders konden het eiland echter niet goed benaderen omdat ze in de luwte van het eiland raakten. Daarom stuurden ze een sloep naar het land om de diepte te peilen. De sloep keerde terug met het bericht dat er dicht bij de kust een geschikte ankerplaats was gevonden. Ze hadden een groene baai gezien met bomen, zoet water, geiten en ander wild. Ook was er vis in overvloed. Maar door windstilte kon de Eendracht het eiland niet naderen.
Op de volgende dag bleken ze te zijn afgedreven, en opnieuw probeerden ze voor anker te gaan. Echter, door aanhoudende windstilte konden ze, net als de dag ervoor, geen ankergrond bereiken. Daarom stuurden ze een deel van de bemanning met de sloep aan land om te vissen en te jagen. Hoewel ze veel geiten zagen, konden ze vanwege de dichte begroeiing niets vangen. Gelukkig was er een overvloed aan vis. Op 3 maart waren ze opnieuw vier mijl afgedreven. Het bleek bijna onmogelijk om aan land te komen op deze eilanden. Daarom besloten ze om de koers te vervolgen, richting Terra Australis.

### De eerste Polynesische eilanden: Hondeneiland, Eiland zonder Grond, Watereiland en Vliegeneiland
Vanaf de Juan Fernándezeilanden werd eerst noordwestelijk gevaren, en nadat de Steenbokskeerkring was gepasseerd, werd op 24 maart besloten de 15e breedtegraad te volgen om zo Terra Australis te bereiken.
Willem Cornelisz Schouten liet zich opnieuw van zijn tegendraadse kant zien door te zeggen dat, als hij geweten zou hebben dat er geen Hollands Indië of Terra Australis aan deze kant van de Salomonseilanden was, hij nooit een voet aan boord zou hebben gezet.
Op 3 april was het Pasen en men schatte nu circa 725 Duitse mijlen van Peru te zijn. Scheurbuik begon een groot probleem te worden. Op 9 april stierf na een maand ziekbed de broer van schipper Willem Schouten, Jan Cornelisz. Die was tot Porto Desire de schipper van het jacht Hoorn geweest. De volgende dag werd zijn lichaam over boord gezet. Na het gebed zag de barbier een klein eiland. Men zette koers naar het eiland om verversingen te zoeken maar de sloep kon door de zware branding niet aan land komen. De hoogbootsman zwom daarom naar het eiland maar vond er niet veel dat de zieken zou kunnen helpen, behalve dan zeer bittere waterkers die aan kleine boompjes groeide, vis en meeuwen. De mannen brachten van de waterkers een goed deel aan boord. Het kruid was heet als dragon, het hielp bij de stoelgang en het verfriste de mond. Omdat ze er drie vermagerde Spaanse honden hadden aangetroffen noemden ze het eiland Hondeneiland. Men veronderstelde dat dit het door Magellaan genoemde eiland Desventuradas was.
Op 14 april memoreerde Le Maire dat het tien maanden geleden was dat ze Texel hadden verlaten, en dat ze aanvankelijk hadden verwacht in tien maanden Terra Australis te kunnen bereiken. Op deze dag werd op 15°15' weer een eiland gesignaleerd wat opnieuw tot vreugde leidde onder de opvarenden. Toen men het eiland naderde kwam hen een kano tegemoet met vier eilandbewoners, naakt, een bruine huidskleur. Ze bleven op afstand van de boot en riepen en gebaarden. De bemanning op de Eendracht probeerde met hen te communiceren maar ze konden elkaar niet verstaan. De mannen wenkten ze naderbij, ze bliezen de trompet, de witte vlag werd gehesen, maar tevergeefs, de kano ging weer aan land. De Eendracht kon bij het eiland geen ankergrond vinden. Niet lang daarna kwam opnieuw een kano op het schip af maar ook nu verliep de communicatie slecht, en de inheemsen wilden niet aan boord komen, zelfs niet toen de kano omsloeg. Vervolgens werd besloten om de koers te vervolgen. Het was een lang maar smal eiland, geschat 20 mijl in omtrek, en begroeid met kokosbomen. De oriëntatie was van het noordoosten naar het zuidwesten. Men zag de bevolking aan de waterkant zitten, een bruine, naar rood neigende huidskleur, pikzwart lang haar van achteren opgebonden. De volgende dag probeerde de Eendracht tevergeefs opnieuw ankergrond te vinden. Op het strand wenkten de mensen met kleedjes en groene takken, dat men aan land moest komen. Er werd een sloep uitgezet om de bodem te peilen. Opnieuw werd een kano de zee opgestuurd met drie inheemsen. Ook zij wilden niet aan boord komen, maar men kwam wel dicht bij de sloep en de bemanning van de Eendracht gaf hen enkele kralen en messen. Zij gaven de mannen in de sloep direct de linkerhand als teken van vriendschap. Na enige tijd in de buurt van de sloep te zijn geweest kwamen ze dichter in de buurt van de Eendracht en bewonderden de afmetingen van het schip, maar ze weigerden nog steeds aan boord te komen. Uiteindelijk waagde een inheemse man zich op de galerij van het schip, maar verdween weer vlug. Ze waren zeer geïnteresseerd in spijkers, en toen ze er een paar kregen, staken ze die in gaten in hun oorlellen. Toen men de inheemsen in de sloep wijn schonk, wilden die het schaaltje niet meer teruggeven. Hun lichaam was alleen bedekt met een lendendoek en de huid was versierd met figuren.
Een sloep met zes musketiers werd uiteindelijk naar het eiland gestuurd. Onderkoopman Claes Jansz en Aris Claesz gingen mee om spijkers te ruilen voor voedsel. Maar zodra ze geland waren, werden de eilanders handtastelijk, ze doorzochten hun zakken naar spijkers en hadden een man overmeesterd en wilden die naar het bos voeren. Drie musketiers vuurden hun wapens om ze uit elkaar te halen. De vrouwen wierpen zich daarna kijvend op hun mannen. Omdat er verder geen tekenen van vriendschap waren besloot men de koers te vervolgen. Het eiland werd Eiland zonder Grond genoemd, vanwege het feit dat ze geen ankergrond konden vinden.
Vanwege het gebrek aan deining en de aard van het water vermoedde men meer eilanden in de buurt te vinden.

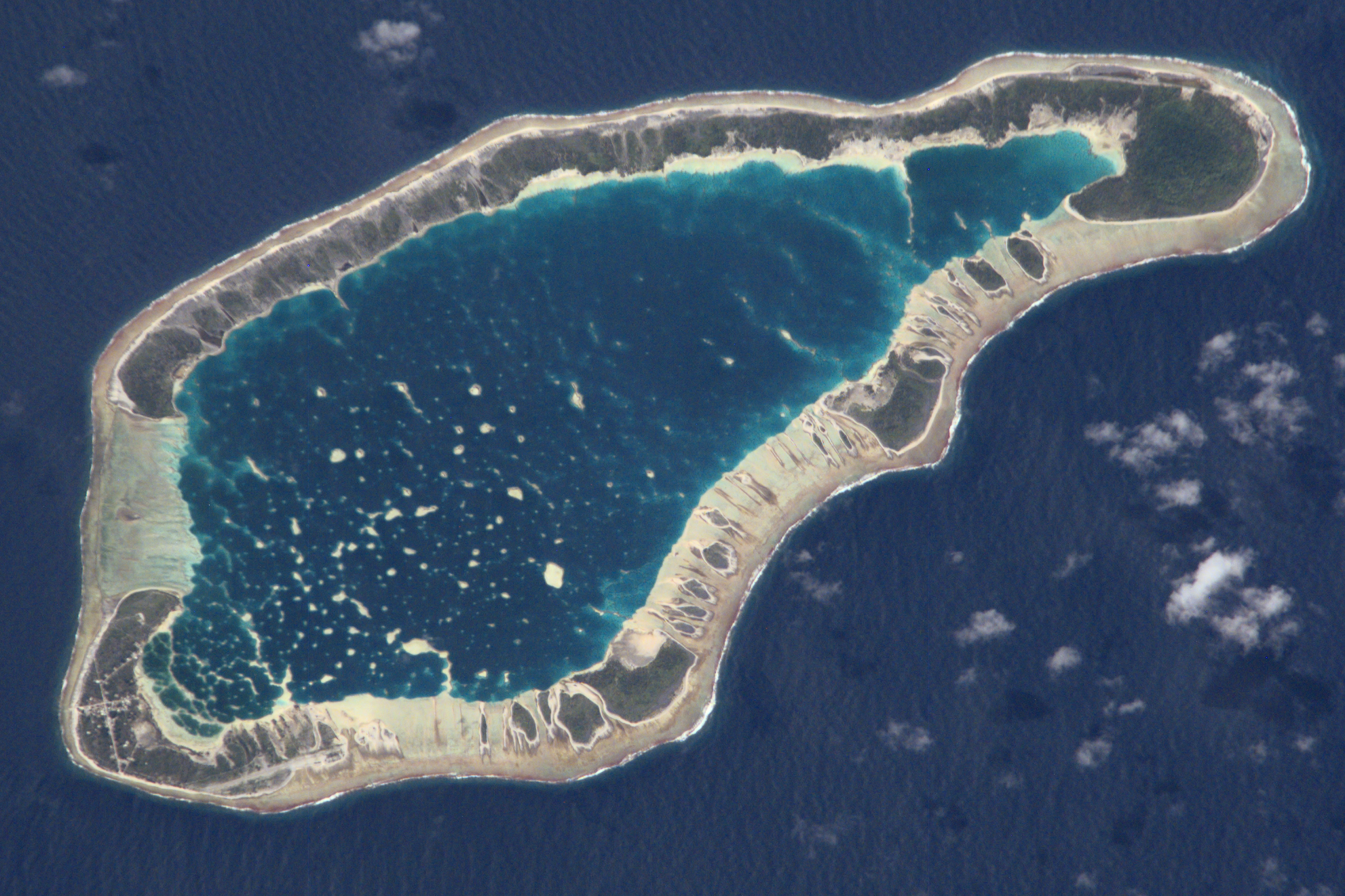
Een karakteristiek voorbeeld voor de eilanden in de Tuamotuarchipel zoals die door Schouten en Le Maire werden bezocht

Op 16 april zag men opnieuw een eiland, maar ook hier was geen ankergrond. Een sloep werd aan land gestuurd, en de mannen vonden er poelen met vers water, tuinkers en Oost-Indische sla. Ze brachten daarvan een zak aan boord, om moes van te koken. Vier vaten werden met water gevuld. Het was echter gevaarlijk om de vaten aan boord van de sloep te krijgen want door de branding was het niet mogelijk om met de sloep op het strand te komen. De bemanning knapte van de verse groente voor een belangrijk deel op.
Le Maire noemde het eiland Waterland, omdat ze er wat water hadden gevonden.
Kort hierna trof men een ander eiland met veel bomen. De sloep werd aan land gestuurd. Men zag op het strand een man staan met een boog, alsof hij een vis wilde schieten, en omdat de bemanning van de sloep ongewapend was keerden ze direct terug. Daarna vertoonden zich nog zes mannen op het strand. Het scheepsvolk, dat van het eiland terugkwam was geheel bedekt met zwarte vliegen. De vliegen waren aan boord nog drie dagen een plaag, tot het weer omsloeg. Men gaf dit eiland daarom de naam Vliegeneiland.
In de tweede helft van april regende het veel en ze konden daardoor vers water opvangen.

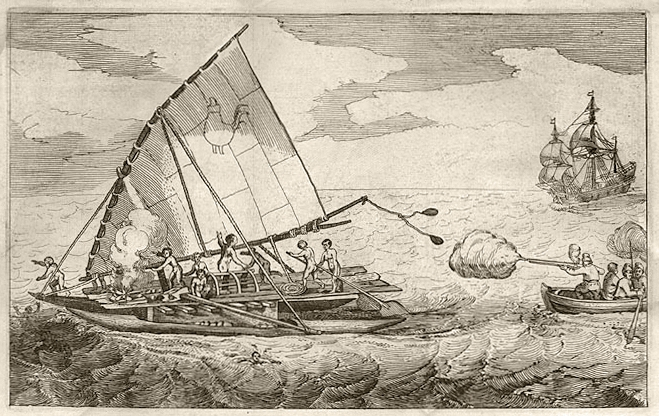
De Eendracht onderschept een scheepje

Op 8 mei, 's middags, ontwaarde Jacob le Maire een zeil. Het bleek om een scheepje van het type catamaran te gaan. De Eendracht zette koers naar de boot, die echter probeerde te ontwijken. Daarop zette de Eendracht een sloep uit met acht musketiers om het bootje in te halen. Omdat de bemanning van het bootje met speren klaar stond, schoten de musketiers een van hen een schampschot in de rug, een gat in elk schouderblad. Hij sprong in zee en met hem nog 16 anderen, op de boot vrouwen, kinderen en een oude man achterlatend. Ook gooiden de opvarenden spullen in zee, zoals matjes en kippen. De mannen van de sloep enterden het zeilbootje en brachten het langszij de Eendracht. De onbewapende mensen op het scheepje stelden zich niet te weer. De vrouwen huilden alsof hun mannen verdronken waren, maar het waren zeer goede zwemmers die door de Hollanders weer uit het water werden gehaald. De Hollanders zagen dat de mensen op het scheepje zeewater dronken en dat ook aan de kinderen gaven, en er waren een paar kokosnoten en ubiswortelen aan boord. Ze gaven de vrouwen wat snuisterijen, die het direct om hun hals hingen. Het waren naakte mannen en vrouwen die alleen gekleurde kleedjes voor hun geslachtsdelen droegen. Ze hadden een rode huidskleur en zwart haar, de vrouwen kort haar, de mannen lang. Toen ze uiteindelijk in zuidoostelijke richting vertrokken, zagen ze dat een van de vrouwen huilde, waarschijnlijk omdat haar man was verdronken. Het bootje was gemaakt van twee lange kano’s die met planken aan elkaar gemaakt waren. Op het voorschip stond een mast met een zeil. Ze stuurden het bootje met riemen aan de voor- en achterkant, en ze zeilden zonder kompas of ander instrumentarium.

### Kokoseiland, Verraderseiland en Eiland van Goede Hope

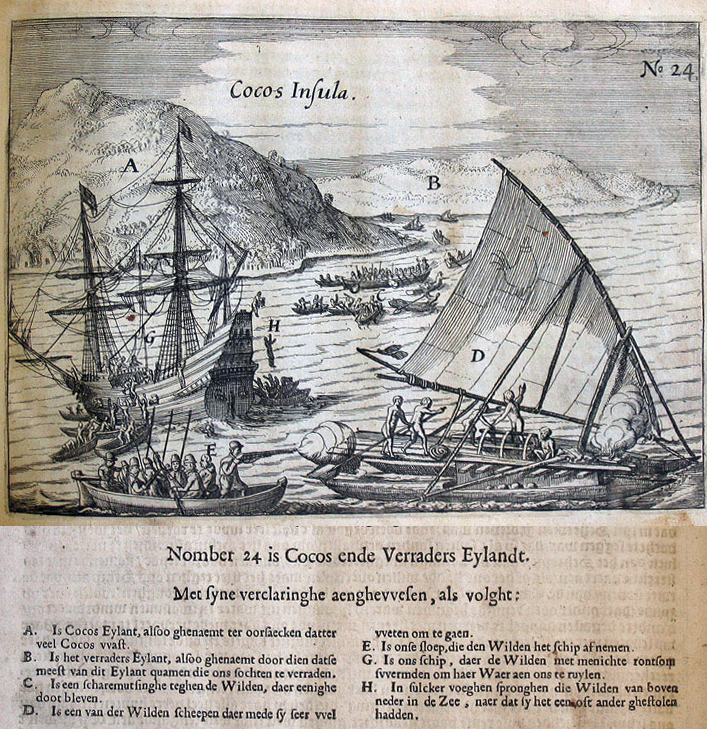
Kokoseiland en Verraderseiland

10 Mei werd in het zuidwesten een hoog land waargenomen dat ze de volgende dag bereikten. De Hollanders noemden dit eiland het Kokoseiland omdat er veel kokospalmen groeiden. Ten zuiden van het eiland lag nog een ander laag en bergachtig eiland. Le Maire zag een overeenkomst met de eilanden die door Pedro Fernandes de Queirós beschreven waren, en hoopte dat ze ook zijn andere ontdekkingen zouden vinden, en dan eindelijk Terra Australis zouden zien.
Een zeilbootje naderde en ze lieten van de Eendracht een touw met een geleidevaatje zakken om het vast te pakken, maar de visser bond twee kokosnoten en een paar vliegende vissen vast aan het touw, en nam het vaatje mee.
De vrees verdween toen er twee aan boord kwamen en zich vermaakten met het vioolspel van Dirck Boelisz. Het werd hen duidelijk gemaakt dat ze voedsel moesten brengen in ruil voor spijkers en dergelijke. Ze vertrokken en kwamen terug met wel 200 kokosnoten. Er kwamen nu zoveel kano's langszij dat men het overzicht kwijtraakte. Aan boord probeerden de eilandbewoners van alles te stelen: kogels, een inktpotje, een matras, een kussen, een regenjas, de koksjongen werd zelfs een mes uit de hand gerukt waarbij hij al zijn vingers sneed. En als ze iets buit hadden gemaakt sprongen ze direct overboord. De sloep, die naar het land was geroeid, werd belaagd door twaalf kano's, het dieplood werd van ze gestolen en ze werden met speren bedreigd. De bemanning schoot daarom tweemaal met losse flodders, maar daar reageerde niemand op. Vervolgens schoot men de hoofdman in zijn borst, waarop iedereen wegvluchtte.
De volgende dag kwamen opnieuw wel 35 kano's langszij en er werd druk gehandeld in kokosnoten, bananen, en ubiswortelen. De Hollanders stelden wel een paar regels in: de ruilprijs was vijf kokosnoten voor een spijker of twee kralenkettinkjes, en ze moesten de waar eerst leveren en daarna zouden ze worden betaald. In de galerij mocht ze nog wel komen, maar niet meer op het dek.
Hun hoofdman kwam in gezelschap van 35 kano's plechtig naderbij. Hij riep drie maal iets tegen zijn volk, dat daarop in koor antwoordde. De hoofdman toonde zijn onderdanigheid door tegen zijn hoofd te slaan en zijn handen in zijn nek te leggen. Hij zond een van zijn oversten met een matje en een doek naar de galerij van het schip. Le Maire schonk de overste en zijn edelen, die allen erg dik waren, wijn met brood, maar dat lustten ze niet. Le Maire toonde een afbeelding van Maurits van Oranje, in de hoop dat ze begrepen dat dat hun leider was, en gaf hen een lap linnen, een bijl, en twee bosjes kralen. Zodra een van zijn bedienden een gift aanpakte sprong hij overboord en bracht het naar de koning. Ze maakten duidelijk dat ze van het tweede eiland kwamen en dat ze allerhande voedsel hadden, zoals varkens, kippen, koeien en fruit, en ze wilden dat het schip naar hun eiland kwam. Le Maire maakte duidelijk dat ze op Kokoseiland eerst water wilden halen en daarna naar hen zouden komen. Met luide kreten namen ze afscheid, en ze werden uitgeleide gedaan met trommels en trompetten op het schip, terwijl de vredevlag werd gehesen.
Het volk toonde veel respect, ze knielden en kusten de voeten van de bemanning van het schip. Er zaten gaten in hun oorlellen, die zo ver waren opgerekt dat ze bijna op hun schouders hingen. Ze hadden donkere vlekken op het lijf, en ze droegen de baard onder de kin, snor en kin waren geschoren.
Ook de volgende dag werd er aanvankelijk druk gehandeld in kokosnoten, bananen, varkens en kippen, maar op een gegeven moment werd het schip omsingeld door kano's, aangevoerd door een bootje met zeil waarop een rode haan getekend was. Ze wierpen met stenen, en de bemanning van de Eendracht antwoordde met enkele schoten, waardoor er een paar neervielen. Ze hadden wel 1000 mensen bij elkaar gebracht. De bemanning van de Eendracht had graag met geweld geantwoord, maar Le Maire sloeg dat af. De overste, die de dag ervoor op de galerij was gekomen, had Le Maire toen een vrucht aangeboden, maar Le Maire had hem niet aangenomen. Nu bracht de overste de vrucht opnieuw mee, en gaf hem vanuit zijn boot aan zijn mensen, die toonden dat hij goed te eten was. Ze aten er van maar ze spuugden het ook weer uit, waaruit Le Maire toch de verdenking putte dat ze hem hadden willen vergiftigen. Het tweede eiland noemde hij daarom Verraderseiland.
De 14e mei zeilden ze aanvankelijk met slecht zicht, maar toen het helder werd, zag men op de Eendracht in westelijke richting weer een eiland, 30 mijl verwijderd van Kokoseiland. Direct toen ze daarnaartoe gevaren waren kwamen circa 27 kano's om het schip liggen, waardoor het onmogelijk was om de diepte te peilen. De sloep werd uitgezet naar het land om te diepen. Maar toen die werd overvallen, schoot de bemanning twee eilandbewoners dood, waarop de anderen vluchtten. Er waren veel kokosbomen en hutten, en ze zagen mensen langs het water en op het gebergte lopen. Hoewel le Maire de inmiddels geleerde woorden "wacka" en "omo" gebruikte, kon hij ze niet duidelijk maken dat ze kippen of varkens zochten. Toen de eilandbewoners zich van hun verraderlijke kant lieten zien, wilde Le Maire met kanonnen en musketten een weg naar de waterbronnen banen, maar hij werd weggestemd door de anderen. Het eiland werd Goede Hope genoemd, omdat Le Maire de hoop had gehad er verversingen te krijgen, waaraan nu wel gebrek ontstond. 17 mei ging het water en voedsel op rantsoen.
18 mei: naar schatting waren ze nu ongeveer 1550 mijl van Peru verwijderd, en er was geen deining die er op kon wijzen dat er land in de buurt was. De stuurmannen drongen erop aan om de koers naar het noorden te verleggen omdat de wind gunstig was. Dat beviel Schouten wel, maar le Maire wilde nog 50 mijl een westelijke koers aanhouden. Hij had een goed gevoel dat hij aan de oostkant van Nieuw-Guinea nog meer land kon ontdekken, maar hij werd niet met rust gelaten, en uiteindelijk besloot hij om noordelijk te koersen tot de 12e of 11e breedtegraad en bij het eerste het beste land water in te nemen.

### Hoornse Eilanden

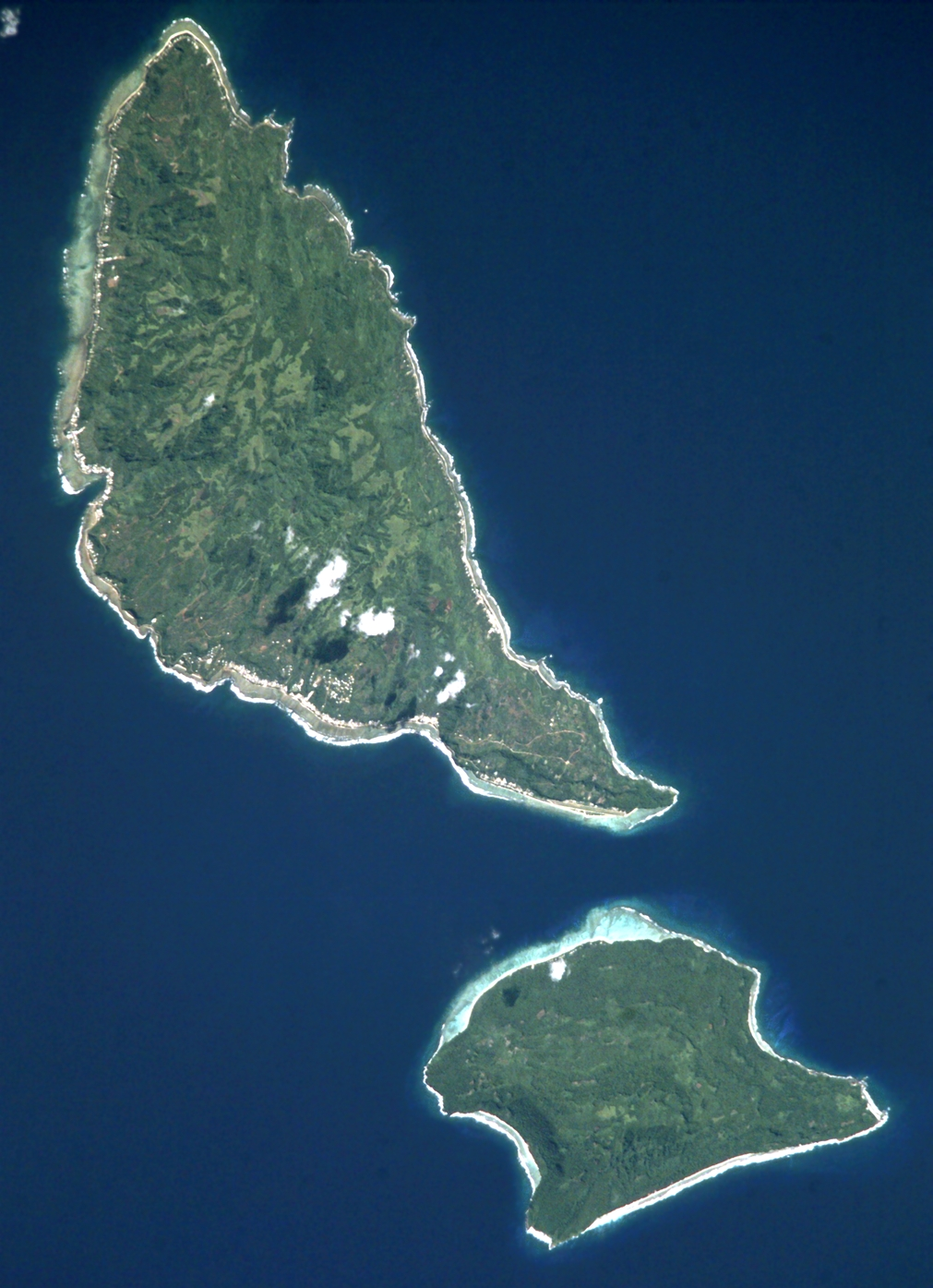
De Hoornse Eilanden, Futuna en Alofi

19 mei zag men tegen de avond twee eilanden op ongeveer 6 mijl afstand liggen. Het waren echter slechte windomstandigheden, want de 21e was men pas tot op 2 mijl genaderd. 's Middags naderden 24 kano's van verschillende plaatsen van de twee eilanden en kwamen langszij. Ze boden niets te koop aan, maar kwamen gewoon uit nieuwsgierigheid. Ze kregen wat kralen en spijkers, waar ze heel blij mee waren. Ze klommen op de galerij en namen het hemd van Le Maire mee, dat daar hing te drogen. De opperkoopman van het jacht probeerde het terug te krijgen, maar ze wierpen hem stenen naar het hoofd, waarop de opperkoopman een steen teruggooide. Iemand van het scheepsvolk loste daarop een schot met een kanon waardoor enkele eilandbewoners werden geraakt. Ze vluchten onder achterlating van het hemd in zee. De sloep werd uitgezet om de bodem te peilen, maar ze vonden geen grond om op te ankeren. Toen de sloep van de wal vertrok, wilden de eilandbewoners die veroveren. Ze zwaaiden met hun speren en ze kwamen met hun knotsen gevaarlijk dichtbij. De mannen openden daarom het vuur, en schoten er drie dood. Omdat er op het schip nog maar een vat water was, werd besloten om met het schip de zee op te gaan om de volgende dag met de sloep aan land te gaan, en gewapenderhand water te zoeken.
De volgende dag vonden ze een meerplaats voor de kust bij een riviertje dat tussen de bomen door in zee stroomde. Omdat een musket onverhoeds afging, meden de eilandbewoners de sloep, maar in de loop van de dag konden ze toch onder meer kokos, water, kalebassen en aardappelen van ze kopen. De eerste varkens die gebracht werden waren gebraden, maar ze waren vuil en ongaar. De eilandbewoners hadden de ingewanden eruit gehaald, en een gloeiende steen in het karkas gestoken, zodat het vlees van binnenuit gaar werd. Een prauw met vrouwen kwam naar het schip, ze bekeken de beelden achter op de galerij, staken de vingers in het teer en roken er aan. De schepelingen speelden trompet en viool en dat beviel de vrouwen wel. De sloep werd uitgestuurd om op onderzoek uit te gaan, en deze kwam terug met het bericht dat ze een goede baai bij een riviertje hadden gevonden waar het schip veilig kon liggen. Willem Schouten zei dat hij nu het Terra Australis had gevonden, zo goed beviel het hem: een rivier met vers water, varkens, en meer dat de maten beviel. Hij stelde voor om hier 5 weken te blijven liggen.
Op 23 mei meerden ze het schip af in de natuurlijke haven. Bij de zetel van de hoofdman van de eilandbewoners stond een groep van wel 500 mensen te vergaderen. Gedurende de dag kwamen verschillende bootjes naar het schip om hun vriendschap te tonen. 's Avonds kwam een oude man een geschenk van de hoofdman brengen, een mandje met kokosnoten zonder bast. Hij nodigde hen aan het land, maar dat weigerden de Hollanders zonder uitwisseling van gijzelaars. De volgende dag gingen daarom drie mannen van het schip met snuisterijen aan land, terwijl vier eilandbewoners aan boord kwamen. De mannen werden aan land met veel vertoon ontvangen door de leiders. Onderwijl werd het schip door veel kano's bezocht en er werd van alles geruild. Een van de eilandbewoners kwam aan boord en nam een sabel weg. Aan land gekomen werd hem de sabel door zijn stamgenoten weer afgenomen. Als hun leider had geweten wie de dader was, gebaarde de man die de sabel terugbracht, had hem dat de kop gekost.
De hoofdman had gevraagd of ze eens met het kanon wilden schieten, maar toen het moment daar was, werd hij zo bang dat hij wilde vluchten. Maar Aris Claesz maakte hem duidelijk dat het geen kwaad kon.
De volgende dagen werden getekend door vriendschappelijke uitwisselingen en de 26e ging ook Jacob le Maire aan land. Hij nam een trompetter mee, en de eilanders waren zeer onder de indruk van het geluid. Jacob le Maire kreeg de hoofdtooi van de hoofdman op zijn hoofd gezet. De hoofdtooi was gemaakt van lange smalle veren die boven en onder versierd waren met kleine rode en groene veertjes. De mensen op deze eilanden leefden zeer eenvoudig in huisjes die aan het strand stonden. Die waren gebouwd van takken en bladeren, en hadden een omtrek van 25 voet en een hoogte van 12 voet. Men moest bukken om het huis binnen te gaan. Ze sliepen op een bed van gedroogd gewas en de huisraad bestond uit een knots en een hengel. Het was een krachtig volk met een flink postuur, een bruingele huid, en het haar op verschillende manieren in model gebracht. De vrouwen waren lelijk, met hangende borsten en vrij van schaamte. Ze hadden geen godsdienst en geen handelsgeest. Alles wat ze nodig hadden werd geboden door de natuur. In de tussentijd werd er druk water gehaald om de voorraad op het schip aan te vullen.
De 27e konden ze geen varkens meer krijgen omdat de eilanders aangaven er zelf niet genoeg te hebben. De volgende dag kregen ze nog twee varkens van de leider, maar ze moesten er nu meer voor betalen. Van het andere eiland kwam nu ook een leider om te zien wat voor volk er was komen aanvaren. Dit was een reden om een groot feestmaal aan te richten.
De 29e was de bemanning nog steeds bezig met het waterhalen. Jacob le Maire wilde over het gebergte naar de andere kant van het eiland gaan en ging daarom aan land. Onderweg ontmoette hij de broer van de hoofdman. Die had graag meegegaan maar wilde zover het land niet ingaan omdat de volken dikwijls in staat van oorlog met elkaar waren. Le Maire werd begeleid door de onderhoofdman die hen de weg wees. Toen Jacob le Maire dorst kreeg klom de onderhoofdman met een strik om zijn voeten razendsnel in een kokosboom om kokosnoten te plukken. Toen ze weer aan het strand terugkeerden, nam Le Maire hem mee naar het schip, waar ze hem duidelijk maakten dat ze nu genoeg water hadden, maar nog niet genoeg voedsel. Als ze de voedselvoorraad nog aan konden vullen zouden de Hollanders binnen twee dagen vertrekken. Dat was goed nieuws omdat de bewoners hadden gevreesd dat de bezoekers al hun voedsel op zouden eten. De man riep van de galerij het welkome nieuws naar de wal. De hoofdman kwam met zijn edelen aan boord en bracht een varken en een mand kokos mee. Hij kreeg er wat snuisterijen voor en werd door het schip geleid. Hij nam vervolgens Jacob le Maire mee naar het eiland en na gegeten te hebben leidde de onderhoofdman hem langs de huizen en dorpen van de eilanders. De matrozen vermaakten zich met de vrouwen van het eiland, en ook Daniel le Maire, die 's avonds was gaan vissen en de vangst naar de hoofdman bracht, trof er enkele jonge dochters aan die voor hem dansten.

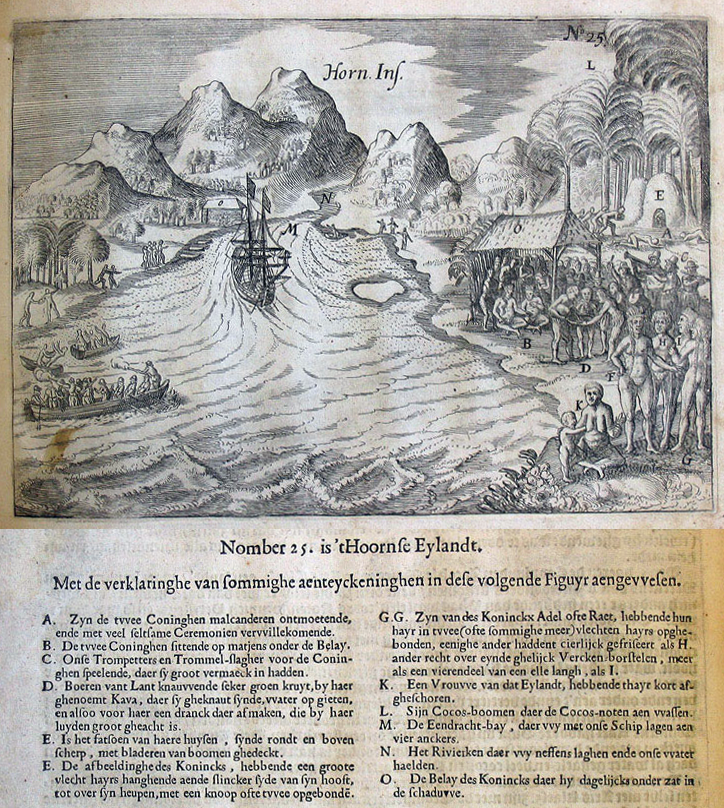
De Eendrachtsbaai op het grootste van de twee Hoornse Eilanden

Op 30 mei bezorgden de eilandbewoners opnieuw voedsel omdat de hoofdman dat had opgedragen. In de loop van de middag kwam de leider van het kleinere eiland met zijn edelen en hun vrouwen op bezoek. Jacob le Maire ging ook aan land. Op verzoek schoten ze met het scheepsgeschut en met de meegebrachte pistolen, waarvan de eilandbewoners zeer onder de indruk waren. Ze hadden negen varkens meegebracht die uitgewisseld werden voor kralen, bijlen, messen en andere snuisterijen. Vervolgens werd een feestmaal aangericht. Het was voor de Hollanders verschrikkelijk om te zien hoe vies 16 varkens werden toebereid. Ook werd het gewas van acona gekauwd en toen het fijn genoeg was werd het in een houten bak verzameld, waarna er water op werd gegoten. Vervolgens werd het gekneed, en de drank die dat opleverde werd aan de hoofdman en zijn edelen aangeboden. De trompetters en trommelaars van het schip zorgden voor muzikale begeleiding, waar de bevolking zich zeer mee amuseerde.
De 31e brachten de beide hoofdmannen na het ontbijt nog zes varkens aan boord, waarna ze nog eens werden rondgeleid over het schip. Dezelfde dag nog ging Jacob le Maire met Aris Claesz aan land om afscheid te nemen. Vervolgens stak het schip weer in zee.
Jacob le Maire noemde de baai waar ze geankerd lagen de Eendrachtsbaai, naar het schip, en de eilanden de Hoornse Eilanden ter ere van de thuishaven.

### Nieuw-Guinea
Tot nog toe hadden ze een westelijke koers op een hoogte van circa 12° zuiderbreedte aangehouden, maar de onenigheid tussen Willem Cornelisz Schouten, de schipper, en Jacob le Maire kwam nu sterker aan de oppervlakte. Volgens Willem Schouten waren ze namelijk al zo ver gevorderd dat ze ten zuiden van Nieuw-Guinea waren geraakt. Jacob le Maire was het niet met hem eens. Op 6 juni zag men nog steeds geen land, en le Maire raakte nu in een discussie met Schouten en de stuurlui over wat te doen. Besloten werd uiteindelijk om een noordelijke koers te varen om te zien waar ze waren. Zes dagen later, op een hoogte van ongeveer 4° zuiderbreedte werd besloten om weer westelijk aan te houden.
Op de 20e zagen ze een paar eilanden en ook de dagen daarna zagen ze verschillende eilanden. De eilanden die ze op de 24e zagen op een hoogte van 4°25’ werden door Jacob le Maire de Groene Eilanden genoemd vanwege de begroeiing. Op de 25e zagen ze een hoog eiland, dat Johannes Eiland werd genoemd en vervolgens zagen ze een hoog en mooi land waarvan le Maire zich afvroeg of dit de kust van Guinea zou zijn. Inheemsen in een kano kwamen op de uitgezette sloep af en beschoten de zeelui met pijlen. Op een schot van het schip vluchtten ze echter. Het schip vervolgde zijn weg, terwijl de inheemsen hen vanaf het strand nariepen. Ze ankerden bij een baai, en de volgende dag kwamen zeven prauwen langszij. De inheemsen waren bewapend met speren, stenen, knotsen en slingers, maar de Hollanders gaven ze kralen en andere snuisterijen, beduidende dat zij daarvoor varkens, kokos of bananen moesten halen. De inlanders bekogelden het schip echter met hun slingers. Daarom schoot men met een kanon, waarop ze vluchtten. Met de sloep zetten de Hollanders de achtervolging in en doodden er tien en namen er drie gevangen. Een stierf er, de andere twee werden verbonden op het schip, en met de sloep langs de wal heen en weer gevaren, in een poging om ze te ruilen voor voedsel. Dat lukte niet en daarom lieten ze de zwaarst gewonde van de twee gevangenen vrij, en gaven hem nog wat kralen, een mes en een doekje voor het bloeden mee, in de hoop dat hij hen varkens zou brengen. Alleen een oude man bleef nu nog achter als gevangene. ’s Avonds kwamen er twee kano’s met een klein varken en een mooie tros bananen. Deze mensen hadden de neus aan beide zijden doorboord waardoorheen ringen staken. Omdat een derde deel van de watervoorraad alweer verbruikt was werd de volgende dag de sloep uit gezet om het water aan te vullen. Die dag kochten ze opnieuw een varken.
Op 28 juni kwam er een grote prauw met een versierde opbouw met wel 21 man. Hoewel aanvankelijk schuw, kwamen ze dichterbij en bekeken met verwondering de beelden en de leeuwen van de galerij. Er kwam nog een kano langszij waarin een man zat met een bos pinang op zijn hoofd, die hij cadeau deed. De laatste gevangene werd nu op het strand gezet. In de nacht lichtte de Eendracht het anker.
Al vorderend stelden ze vast dat het om een lange kust ging, dus dit moest wel bijna zeker Guinea zijn. De 30e kwamen opnieuw kano’s langszij. De inlanders braken hun speren om te tonen dat ze geen kwaad in de zin hadden. Ze kwamen aan boord, en zongen waarvoor ze kraaltjes kregen. Ze stonken naar vet of smeer, net als de mensen op de Kaap de Goede Hoop. Hun taal was anders dan bij de vorige ontmoeting, ze hadden platte neuzen en grote lippen, en ze smeerden hun baarden in met kalk. De ontmoeting verliep vredig.
Op 1 juli dreef het schip in een windstilte wat voort. Na het ontbijt kwamen er weer veel kano’s op het schip af, klaarblijkelijk om voedsel te verhandelen, maar ze hadden wapens bij zich. Ze staken een matroos die op het anker stond, met een assegaai in zijn billen en een ander onder zijn armen, en ze begonnen stenen naar het schip te slingeren. Het werd dus tijd om een paar kanonnen en musketten af te vuren waardoor er een twaalftal het loodje legden. De sloep achtervolgde de vluchtende kano’s en haalde er een in, waaruit twee inlanders in het water sprongen en een dode achterlieten. Een van de inlanders die in het water was gesprongen werd doodgeslagen en de andere werd gevangengenomen en naar het schip gebracht. Ze gaven hem de naam Mozes, naar de matroos op het anker die ze in het achterwerk hadden geraakt.
De volgende dagen werd een voornamelijk westnoordwestelijke koers langs de kust aangehouden en men vond er een groot aantal eilanden. Op 4 juli probeerden ze bij een eiland, waarvan Willem Cornelisz Schouten (ten onrechte) dacht dat het Ceram was, voor anker te gaan, maar dat lukte niet. De volgende dag hadden ze last van rukwinden en onweer, en ook de daarop volgende dagen bleef het regenachtig en variabel weer. Aris Claesz ontdekte voor de middag een berg die leek op de Goenoeng Api op Banda en Willem Schouten bevestigde dat dit Banda was, maar het bleek valse hoop omdat er ook een aantal actieve vulkanen werden waargenomen. Ze bleven de kustlijn volgen. De 7e zeilden ze kort onder de kust en direct kwamen er een paar kano’s naar het schip, maar ze konden ze niet verstaan. Ook Mozes, die een week eerder gevangen was genomen, kon ze niet verstaan. De huidskleur van deze mensen was anders, en ook de kano’s zagen er anders uit. Ze konden geen ankergrond vinden en de inlanders brachten geen verversingen en daarom besloten ze naar een hoek van het land te zeilen. Het water veranderde van kleur wat er op duidde dat hier een rivier in de zee moest uitstromen. De volgende dag, na een westelijke koers gevolgd te hebben, kwamen er kano’s met twaalf man langszij. Ze gaven hen wat kralen, maar ze brachten geen verversingen. Mozes kon ze niet verstaan, en was bang van ze. Hij wilde niet met hen aan land gaan, bang dat hij zou worden opgegeten.
Op 9 juli lieten ze het anker vallen bij twee dorpjes, waar veel kokospalmen stonden. Terstond kwamen veertien kano’s met mannen, vrouwen en kinderen van het land om het schip te bekijken. Sommigen hadden kokos bij zich maar het was lastig om handel met ze te drijven. De volgende dag kwamen er weer veel mensen langszij, maar ze brachten niet meer dan 50 kokosnoten mee. Ze beloofden wel de gevraagde varkens, maar die brachten ze nooit. Het waren goedgebouwde mensen maar met een lelijke kleur, de snor geschoren, sieraden van schelpen en varkenstanden om de hals. Een vrouw met een dikke buik had een bult waarop ze een kind met spillebeentjes droegen. De borsten hingen tot aan haar navel. Omdat ze niets brachten lichtte de Eendracht op de 11e het anker weer.
De 12e was het opnieuw kalm weer, maar ze hadden het voordeel van de stroming en vorderden langzaam. ’s Nachts onweerde het vervaarlijk, en ook de nacht erna hadden ze zware onweersbuien. De volgende dagen bleven ze de kust volgen. Jacob le Maire had graag wat dichter langs de kust gevaren om zijn kaarten beter te kunnen tekenen, maar Willem Schouten was bevreesd voor de kust en bleef er 4 tot 5 mijl bij vandaan. De stuurman was van mening dat dit nu de westkust van Guinea moest zijn, en voerde vertwijfeld aan dat ze op deze manier naar de zuidkust zouden varen.

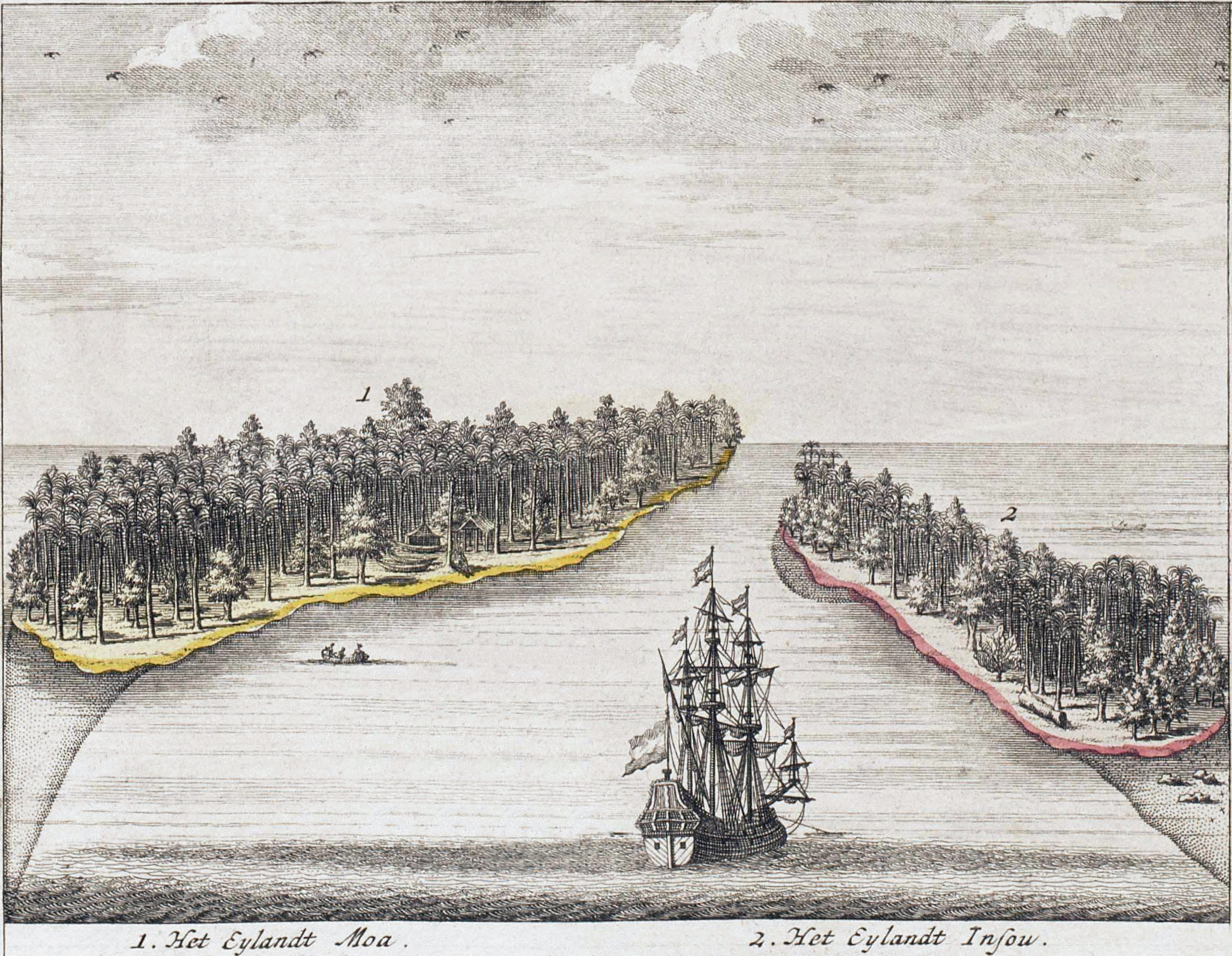
De eilanden Moa en Insou.

De 15e troffen ze een baai tussen twee eilanden. Enkele kano’s kwamen op het schip af, waarvan er een aanstalten maakte om het schip aan te vallen. Ze losten daarom een waarschuwingsschot. De inheemsen vielen echter ook de sloep aan, die de diepte aan het peilen was, dus daarom schoten ze met een klein kanon op het strand en naar de bomenrand, waar een troep inlanders klaar stond. Die vluchtten direct weg. Nu het volk angst was aangejaagd besloten ze op het kleine eiland te landen. Gewapend voer de sloep onder leiding van Willem Schouten naar het eiland, maar de inlanders vielen ze furieus aan, en verwondden een zestiental matrozen met hun pijlen. De Hollanders antwoordden met steenstukken en musketten, zo "dat het stoof". Willem Schouten kroop echter onder de doft, en daagde daar de inlanders uit met zijn korte zwaard. Een matroos die dit lachwekkend vond, noemde hem daarna de "doftkruiper". Jacob le Maire, die vanaf het schip getuige was van de zeeslag liet acht kanonschoten lossen, waarop de kano’s met zwaar verlies terug naar het strand voeren.
De volgende morgen lichtten ze het anker en zeilden dieper de baai in tussen beide eilanden. Er vertoonden zich geen kano’s. De sloep werd bewapend uitgestuurd naar het kleine eiland en kwamen terug met 260 kokosnoten. Tegen de avond kwam een eilander naar het schip en bracht als teken van vrede een hoed terug die daags te voren in het gevecht verloren was. De 17e besloten ze aan land te gaan om te handelen, en er werd besloten dat, als de inlanders die ochtend niet zouden opdagen, ze dan ’s middags de kokosnoten met geweld zouden gaan halen. Maar er kwam een gewapende inlander met een kano en die liet bovenstrooms een paar kokosnoten in het water vallen, zodat de bemanning van het schip ze uit het water kon vissen. Ten slotte werd hij wat dapperder en maakte de kraaltjes los die ze voor hem hadden opgehangen. Toen kwamen er ook anderen aan die groene gember en gele worteltjes omhoog hielden, waarna de ruilhandel op gang kwam. De volgende dag hadden de Hollanders al 960 kokosnoten aan boord.
De 19e vroegen enkele matrozen aan Le Maire of ze op het grote eiland mochten gaan vissen. De vijandige sfeer was verdwenen, en de eilanders hielpen aan het net te trekken. Maar er kwamen van alle kanten veel prauwen aan en daarom riepen ze van het schip de matrozen veiligheidshalve terug. De prauwen kwamen echter niet met kwaad in de zin, integendeel, ze verdrongen zich voor het schip om te handelen en de Hollanders konden nu zo veel kopen als hen lief was. De inheemse bevolking noemde hun eiland Moa, en het andere eiland Insou. Het hoge eiland noemden ze Arimoa.
De volgende dag kwamen de inwoners opnieuw met 20 kano’s en een paar prauwen langszij. Ze wilden graag ruilen, waarschijnlijk omdat de Eendracht vandaag zou vertrekken. Opnieuw kregen ze zoveel kokosnoten en bananen als ze wilden hebben. Voor ieder bemanningslid waren er nu 50 kokosnoten voorradig. Dit volk was niet zo verbaasd over het schip als bij de voorgaande ontmoetingen, waaruit kon worden vermoed dat hier al Spanjaarden waren geweest. Omdat de wind goed was werd het anker gelicht en vervolgden ze hun reis.
Op 23 juli ontmoetten ze opnieuw kano’s die op de Ternataanse manier gebouwd waren – redelijk ruim zodat er een man in kon zitten. Hoewel de inheemsen pijl-en-boog bij zich hadden, bleef de ontmoeting na wat aarzeling zonder geweld. De toegestoken kralen werden gretig aangenomen. In een van de kano’s zat de hoofdman die, toen het niet naar zijn zin ging, zijn volk opdracht gaf de pijl-en-boog tegen de Hollanders te gebruiken. Omdat zijn volk het bevel negeerde, reageerde hij zich met slaag af op zijn slaaf die achter hem zat. Toen de Hollanders de groep kwijt waren geraakt, kwam er van een andere kant een nieuwe groep op hen af. Ze hadden een ander voorkomen en gebruikten een andere taal dan op Moa, maar ze spraken ook geen van de Indische talen. Ze hadden zich versierd met groene neusringen, en parelmoeren ringen in de oren en om de armen. Sommigen hadden tinnen ringen door de neus en een van hen bood een porseleinen schotel aan die rood en groen beschilderd was. Hier waren dus al eens Spaanse schepen geweest. ’s Nachts was het windstil, maar de stroom zorgde ervoor dat ze toch nog voortgang maakten.
De volgende dag zeilden ze langs een groot eiland maar ze deden het niet aan. Jacob le Maire voerde aan dat het Kaap de Goede Hoop moest heten omdat het nu wel zeker was, waar ze waren en dat er goede hoop was dat ze binnenkort bij hun landgenoten zouden zijn. Nu verloren ze het zicht op de kust en in het open water dacht Willem Cornelisz Schouten al voorbij Gilolo te zijn, maar Le Maire was van mening dat ze nog wel wat kust van Nieuw-Guinea zouden treffen. En dat bleek de volgende dagen ook.
De volgende dagen was er weinig wind, soms was het duister en regenachtig. Op de 29e schrokken de mannen ’s nachts wakker omdat men een aardbeving voelde. Sommigen meenden zelfs dat ze op land gestoten waren, maar ze vonden met het dieplood geen grond.
Op 30 juli zagen ze land dat aanvankelijk een klein eiland leek te zijn, maar toen ze dichterbij kwamen strekte het zich zowel aan bakboord als stuurboord uit. Die dag was er ook een verschrikkelijke donderslag, waarvan het schip zo hevig schudde dat ze bang waren dat het schade had opgelopen. Door de bliksem leek het zelfs in brand te staan, waarna een hoosbui zich boven het schip ontlaadde. De volgende dag koerste men naar het noorden omdat de koers west versperd werd door land. Op 2 augustus kruisten ze de evenaar voor de tweede maal, en op 3 augustus was de koers weer bijna west, en ze veronderstelden dat nu de uiterste westpunt van Nieuw-Guinea was bereikt.

### Indië
Op 4 augustus hadden ze geen zicht meer op het vasteland, en de volgende dag deden ze een vlak eiland aan, en met de mensen in de prauwen, die aan kwamen varen, konden ze in Maleis, Ternataans en Portugees spreken. Van hen hoorden ze dat ze in twee dagen wel in Bachian konden zijn. Het volk was van Ternataanse en Tidorese oorsprong; een gele huid, zwart haar, op de Indische manier gekleed, groetende met "Tabeh toewan". Ze zeiden dat ze moslim waren en dat het, omdat het vrijdag was, hun rustdag was. Ze hadden allerhande proviand bij zich. Hieruit maakten zij op dat ze een hoek van Gilolo hadden bereikt en dat de reis naar hun landgenoten niet lang meer zou duren. Ze hoopten daar, na zo lang het zeemansleven te hebben doorstaan, een goede behandeling te zullen krijgen.
De koers werd nu noord aangehouden en op 18 augustus waren ze voorbij de noordpunt van Gilolo. Drie prauwen naderden onder een vredesvlag. Ze vertelden dat het schip nabij de rede voor Sopi was, waar twee jaar eerder het jacht de Pauw had gelegen. De Eendracht ging daar voor anker. De bewoners waren Hollands gezind, en omdat ze Maleis spraken begrepen de Hollanders dat ze met een goede wind in twee dagen Ternate konden bereiken. De 20e kwam er een inlands vaartuig in de baai om rijst te halen, waarvan ze hoorden dat er wel 17 Hollandse schepen voor Ternate lagen, die naar Manilla wilden varen. De volgende dagen kochten ze allerhande provisie. Het gaf ze een onbeschrijfelijk tevreden gevoel dat ze hier, na zo’n moeilijke en gevaarlijke reis met 85 man op één schip, bijna zonder voorraad, nu zoveel konden krijgen als nodig was.
Op 25 augustus gingen ze, van alle benodigdheden voorzien, opnieuw onder zeil. Door de tegenwind boekten ze echter weinig vooruitgang. Jacob le Maire besloot op 3 september met zijn broer naar een eiland te gaan om een berg te beklimmen, en te zien of er aan de andere kant een doorgang was, maar omdat het woest land was konden ze niet boven komen. Op de weg naar beneden verdwaalden ze en liepen het risico naar beneden te vallen. Op 5 september waren een aantal mannen naar een eiland gegaan om te vissen. Op een gegeven moment kwamen er haastig drie mannen uit het bos hollen, zwaaiend met hun schild en sabel. De Hollanders wisten niet of ze de gek staken of dat het ernst was, en riepen daarom "Orang Holanda" ("Wij zijn Hollanders"). De inlanders liepen direct naar het strand en goten als teken van vrede water over hun hoofd. Ze kwamen van Gammacanorre en waren sago in het bos aan het zoeken. Ze kregen een gebraden vis en met wat kralen vertrokken ze weer, belovend dat ze varkens zouden brengen.
Op 12 september, met nog steeds tegenwind, besloot Willem Cornelisz Schouten met een goed uitgeruste sloep vooruit te gaan naar Ternate om daar verversingen te halen. De Eendracht vorderde maar langzaam, maar op de 17e bij de bocht van Sebou kregen ze zicht op Ternate en ontmoette er het Rotterdamse schip de Morgenster, uit de vloot van Joris van Spilbergen, die toen al meer dan een half jaar in de Molukken was. Op het schip waren admiraal Steven Verhagen en gouverneur Jasper Janszoon, en ook Willem Cornelisz Schouten, die al die tijd hier te gast was. Dezelfde dag kwamen beide schepen voor Ternate, en gingen le Maire en Schouten aan land, waar ze door gouverneur-generaal Laurens Reaal, admiraal Steven Verhagen, Jasper Janszoon, gouverneur van Ambon en de gehele Raad van Indië hartelijk werden ontvangen.
Op de 18e werden de resterende materialen en onderdelen van het jacht Hoorn, dat in Porto Desire was verbrand, verkocht, en de voorraad werd aangevuld. Vijftien bemanningsleden bleven in Ternate achter en gingen in dienst van de VOC.
De 26e genoten le Maire en Schouten nog van een ontbijt bij de gouverneur-generaal, waarna ze door hem en de gehele raad op het strand uitgeleide werden gedaan. Een vendel soldaten in volle slagorde loste voor de gelegenheid driemaal een saluutschot met de musketten. ’s Middags stak de wind op en ging men onder zeil, samen met de Morgenster met bestemming Motir, maar die beduidend langzamer was dan de Eendracht.
Op 14 oktober was men voorbij Madura gezeild en zag men de kust van Java, en twee dagen later ankerde men voor Japara naast het schip Hollandia van Amsterdam. Jacob le Maire ging aan land om proviand te kopen omdat dat daar goedkoop was. Op 23 oktober ging het richting Jacatra, en op de 29e ankerden ze voor Jacatra naast drie Engelse, vier Duitse schepen en een jonk. Die nacht overleed een van de scheepslui van de Eendracht. Gedurende de hele reis overleden er bij elkaar drie personen, twee op het jacht de Hoorn, en een op de Eendracht. De 30e werden de zeilen ingenomen en de zieken aan land gebracht. Die dag arriveerde in de namiddag ook president Jan Pietersz Coen met het schip Bantam.
Op 1 november werden Jacob le Maire en Willem Cornelisz. Schouten ontboden bij Jan Pietersz Coen, die met zijn voltallige raad in vergadering was, en hij verklaarde op last van de VOC dat le Maire het schip en de goederen moest afstaan. Le Maire protesteerde en verlangde een verklaring, maar Coen zei dat hij de antwoorden in Holland zou vinden, waar hij ook zijn eis tot schadevergoeding kon indienen. Van het schip en de goederen werd een inventaris gemaakt. En dat was het. Dit alles vond plaats op 1 november volgens het scheepsjournaal, maar eigenlijk op 2 november omdat de zeiltocht westwaarts rondom de wereld een dag verschil maakte.
Een aantal van de opvarenden bleven in Jacatra of gingen in dienst van de VOC, maar Jacob en Daniel le Maire, Willem Cornelisz Schouten en nog tien man werden op het schip de Amsterdam gezet, dat naar Holland ging. Aris Claeszoon, Claes Pietersz en tien anderen werden op het schip Zeeland gezet. De thuisreis begon op 15 december, maar op de 31e overleed Jacob le Maire.
1617
Op 1 juli 1617 arriveerden de twee schepen in Zeeland, zodat de wereldreis 2 jaar en 18 dagen had geduurd.

### Naschrift
Joris van Spilbergen meldde in zijn Oost en West-Indische Spiegel over zijn eigen reis via de Straat van Magellaan naar Indië dat op 20 oktober de Eendracht bij Jacatra aankwam (volgens het verslag van Le Maire 29 oktober). De ontdekking van de nieuwe passage door Le Maire wordt dan nog door hem met scepsis beschreven. Le Maire en Schouten worden “pretendeurs van de nieuw gevonden passage” genoemd. Maar later schreef hij dat gedurende de terugreis van Indië naar Amsterdam in zijn aanwezigheid op 22 december 1616 Jacob le Maire stierf (31 december 1616 volgens het verslag van le Maire), president van de Eendracht, waarom ieder zeer bedroefd was, omdat hij een man was begiftigd met bijzondere wetenschap en ervaring van de zeevaart. Joris van Spilbergen was er toen waarschijnlijk wel van overtuigd geraakt dat Jacob le Maire iets bijzonders ontdekt had.
Joris van Spilbergen nam het verslag van de reis van Le Maire in 1621 op in zijn boek Oost en West-Indische Spieghel.

## Wetenswaardigheden
- In 1618 stuurde Spanje een expeditie onder leiding van de broers Bartolomé en Gonzalo Nodal om deze nieuwe ontdekking te verifiëren.
- Het Rijksmuseum heeft een schilderij in bezit van Aert Anthonisz uit 1618: Het schip 'De Eendraght' voor IJsselmonde.[45] De Eendracht bleef echter in Indië en werd omgedoopt in Zuyder Eendracht. Het verging uiteindelijk in mei 1620 voor Bantam.
- De stichting Zoektocht naar de Hoorn onderzocht sinds 2003, in samenwerking met Argentijnse archeologen en gesponsord door onder andere de gemeente Hoorn, de locatie waar de resten van het schip zouden moeten liggen. Inderdaad zijn hier in 2005 een aantal voorwerpen gevonden die niet anders dan van het schip afkomstig kunnen zijn, zoals een aardewerken pijp en scherven van een bijzonder soort aardewerk.
- De Straat Le Maire tussen Stateneiland en Vuurland mag niet verward worden met het Lemairekanaal tussen het Antarctisch Schiereiland en Bootheiland (of Wandeleiland).
- In Amsterdam werden de Le Mairekade en Le Mairegracht naar Jacob le Maire genoemd, in Antwerpen, Emmen en Enschede is er een Jacob le Mairestraat, en in Maarssen een Jacob le Mairelaan.
- Jacobs broer Maximiliaan werd in 1641 het eerste opperhoofd in Desjima.